# Palau d'Estiu de Pequín
|  | Per a altres significats, vegeu «Jardins de la Perfecta Lluentor». |

El Palau d'Estiu (颐和园 en xinès simplificat, 頤和園 en xinès tradicional, Yíhéyuán en pinyin) és un vast conjunt de llacs, jardins i palaus imperials emplaçat al districte de Haidian, al nord-oest de la ciutat de Beijing, Xina. Amb una extensió de 2,9 km², aquest es compon principalment pel Turó de la Longevitat, al nord; i pel Llac Kunming, al sud, ambdós artificials, en els quals s'alcen un seguit de salons, teatres, pagodes, pavellons, ponts, corredors i d'altres construccions diverses realitzades essencialment en fusta, pedra i rajoles vidriades. Inspirada en diversos espais i jardins del país, l'arquitectura del Palau d'Estiu segueix l'estil tradicional xinès i s'insereix en el paisatge natural de forma harmoniosa, fet que encaixa amb la filosofia tradicional del país.
Considerat una obra mestra del tradicional art xinès i del disseny de paisatges i jardins, amb una rellevància única a nivell històric i artístic, fou inscrit a la llista del Patrimoni de la Humanitat de la UNESCO el desembre de 1998, convertint-se així en un dels espais turístics més visitats de la Xina.

## Història

### Orígens del Palau d'Estiu

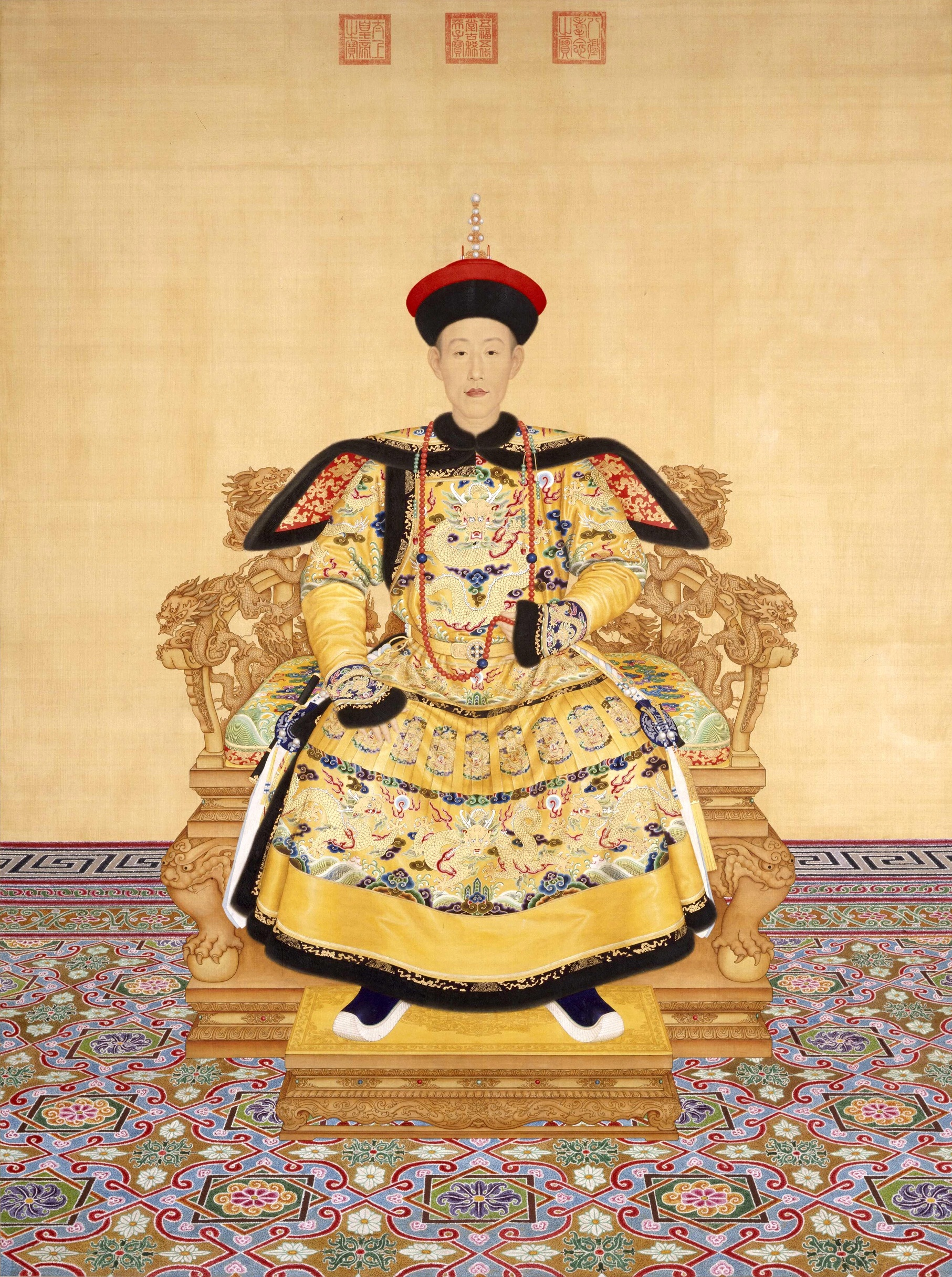
Retrat de l'emperador Qianlong vestit de cortesà

L'any 1709, l'emperador Kangxi va finalitzar la construcció del Yuanmingyuan, també conegut com a l'Antic Palau d'Estiu al nord de la Ciutat Prohibida, un gran jardí imperial format per 145 construccions, la major part de les quals es conserven avui dia en runes.
Posteriorment, el 1750 Qianlong, conegut com un gran constructor, va encarregar la fundació d'un jardí similar a les immediacions del llac Kunming, zona on ja la dinastia Yuan, havia emplaçat per primer cop un palau i jardí imperial.
Parlem d'una empresa que va durar 16 anys, període durant el qual es va ampliar artificialment el llac i, amb el fang extret del fons del mateix, es va modificar el relleu del turó adjacent: el conegut com el Turó de la Longevitat; el qual va resultar en un monticle simètric i allargat. Sobre aquest, s'alçarien algunes de les dependències més rellevants del conjunt, destinades en origen a esdevenir la casa de camp de la mare de l'emperador.
Cal que tinguem present que la capital ja tenia una llarga tradició de jardins d'ús exclusiu de l'Administració de la propietat imperial. Aquests esdevenien una part integrant de les residències de les altes esferes; amb la qual cosa parlem d'una tipologia arquitectònica molt estesa al país, la qual es va anar enriquint i refinant al llarg de la dinastia Qing, com evidencia el Palau d'Estiu.

### La Segona Guerra de l'Opi: la primera destrucció del palau
Fou l'any 1860 quan, en l'estadi final de la Segona Guerra de l'Opi, les tropes britàniques i franceses, amb la voluntat de forçar als Qing a atorgar-los més facilitats comercials —entenent que aquestes debilitarien l'economia del país fins a acabar convertint-lo en una semi-colònia—, van envair la ciutat i van saquejar i cremar el Palau d'Estiu, el qual va quedar pràcticament destruït per complet.

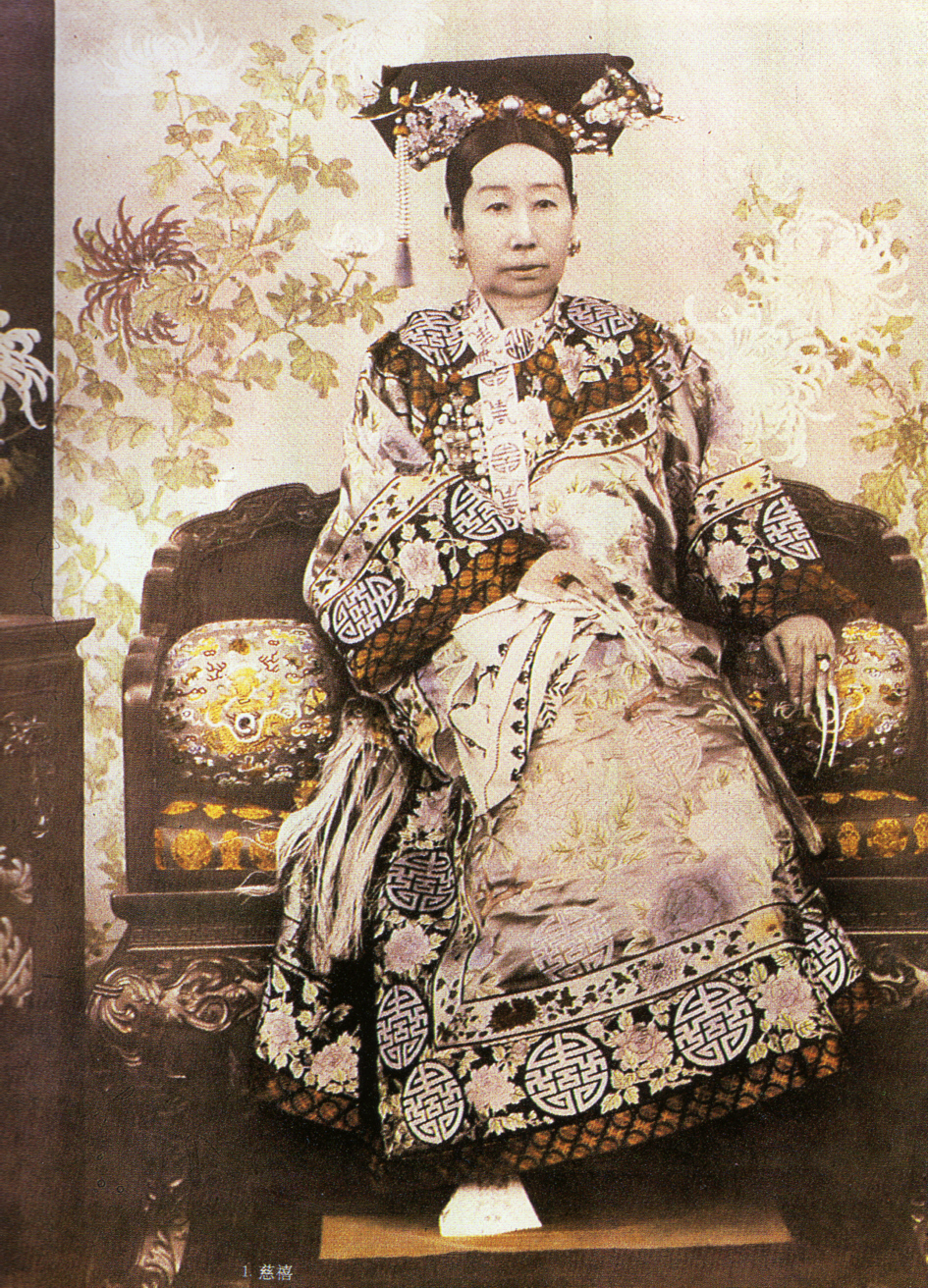
Emperadriu Dowang Cixi (c. 1890)

### Gran reconstrucció del Palau d'Estiu
Durant el llarg període que seguí a l'atac, el palau va quedar oblidat fins que el 1886 l'emperadriu Cixi en va ordenar reconstrucció per al finançament de la qual va desviar fons destinats a la millora de la marina xinesa. La reconstrucció va tenir lloc durant els anys següents i va donar per finalitzada el 1895. En ella, Cixi va encarregar la creació de noves construccions que l'embellissin i el va dotar de la seva denominació actual Yiheyuan, convertint-lo en la seva residència d'estiu temporal.

### La Rebel·lió dels bòxers: la segona destrucció del palau
Fou posteriorment, al 1900, que durant l'aixecament Yihétuán, també conegut com a la rebel·lió dels bòxers; algunes tropes de la coneguda com a Aliança de les Vuit Nacions, destinades a derrotar els antioccidentals, van saquejar i destruir parcialment el Palau d'Estiu. De nou, l'emperadriu Cixi va reconstruir el complex convertint-lo, en aquest cas, en la seva residència habitual fins a la seva mort, el 1908.

## Recorregut pel Palau d'Estiu
El Palau d'Estiu es conforma a l'entorn del Turó de la longevitat i del Llac Kunming, el qual ocupa aproximadament unes tres quartes parts de la superfície del conjunt. La major part de les construccions que recull es concentren a la zona sud del turó modificat artificialment; en afegit, a l'interior del llac trobem fins a tres illes, sent l'illa Nanhu la més rellevant d'elles.

### Inici: riba est del Llac Kunming

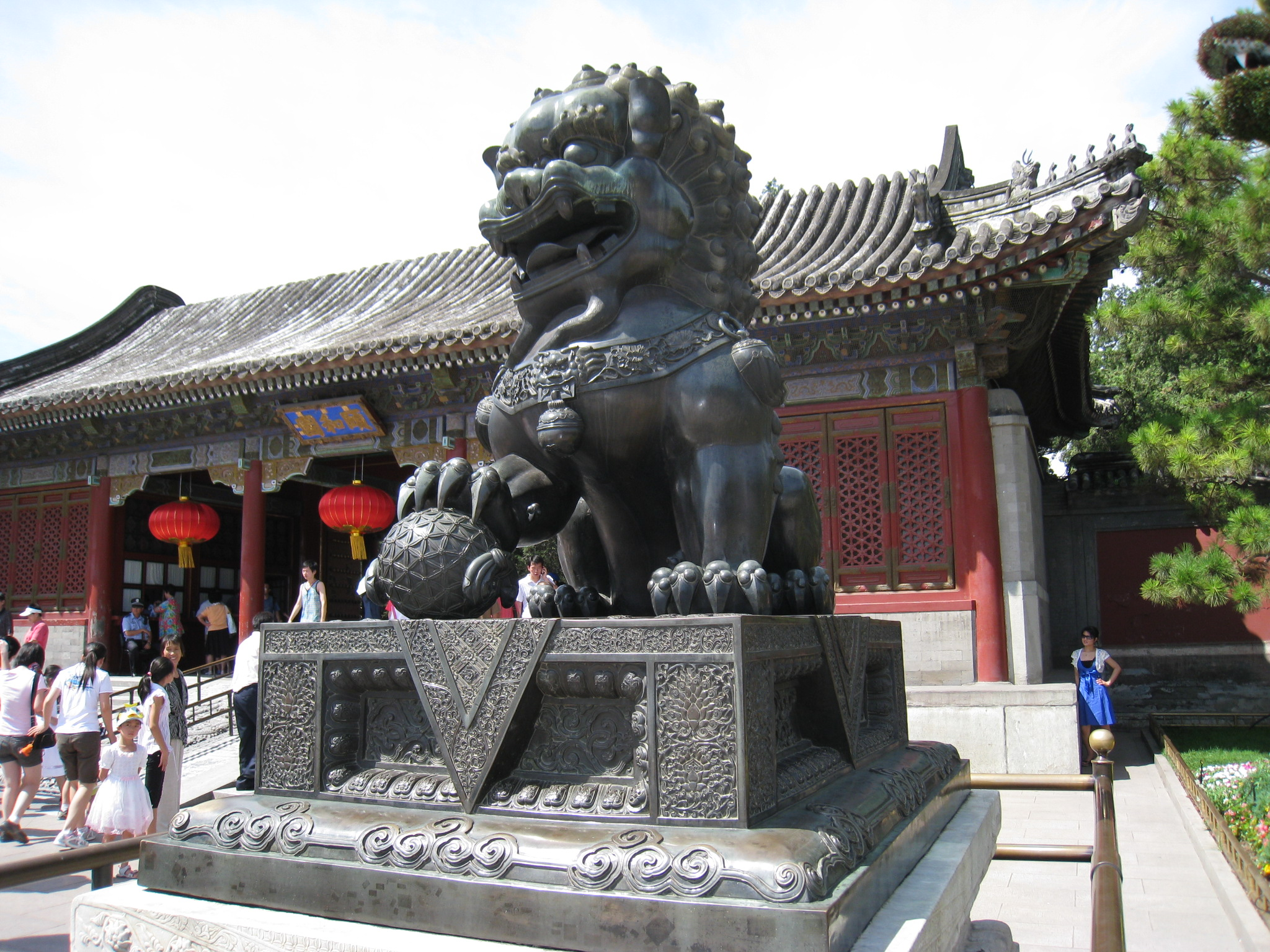
Lleó trepitjant la representació mítica del cosmos a la porta est del Palau d'Estiu

Iniciant el recorregut per la porta principal del conjunt, emplaçada a l'est, trobem dues grans escultures de pedra, representacions de lleons. A la dreta, un lleó que trepitja amb una pota la representació mítica del cosmos; a l'esquerra, una lleona que posa la seva pota sobre un petit lleó, símbol de fertilitat. Damunt del marc de la porta, un cartell mostra el nom del recinte: Yiheyuan. Parlem d'una gran porta amb tres entrades que condueix a un petit pati on s'emplaça el mapa actual del recinte. En època imperial, la porta central sols podia ser utilitzada per l'emperador, mentre que la resta de la família imperial i els membres de la cort havien d'utilitzar les entrades laterals. Al voltant d'aquest pati, trobem actualment les oficines de l'administració del parc.

#### Pati de la Benevolència i la Longevitat

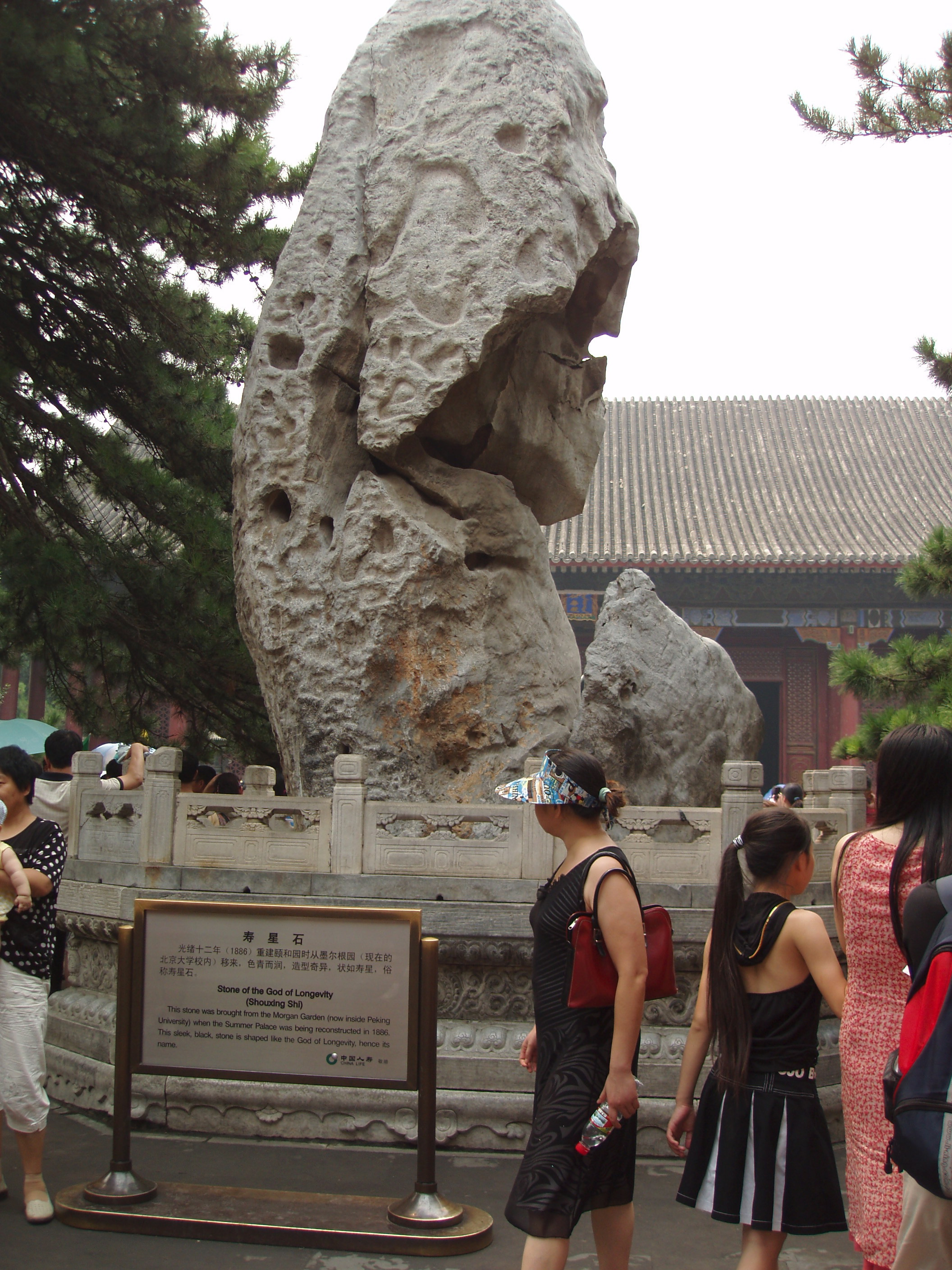
Roca del déu de la longevitat al Palau d'Estiu

Sortint de l'anterior pati, trobem la coneguda com a la Porta de la Benevolència i la Longevitat, la qual condueix al saló més rellevant del palau: el Saló de la Benevolència i la Longevitat. Al pati del qual es troba la coneguda com a Roca del déu de la longevitat, considerada una obra mestra de la natura mateixa. Fou l'emperadriu Cixi qui va ordenar el seu emplaçament al pati el 1886, per a qui la recerca de la vida eterna constituïa una de les qüestions esotèriques més importants. D'aquesta manera podem entendre la importància simbòlica d'emplaçar aquesta roca a prop de la porta principal al recinte: la Roca del déu de la longevitat estava destinada a assegurar una llarga vida a tant a l'emperadriu com al Palau d'Estiu mateix.

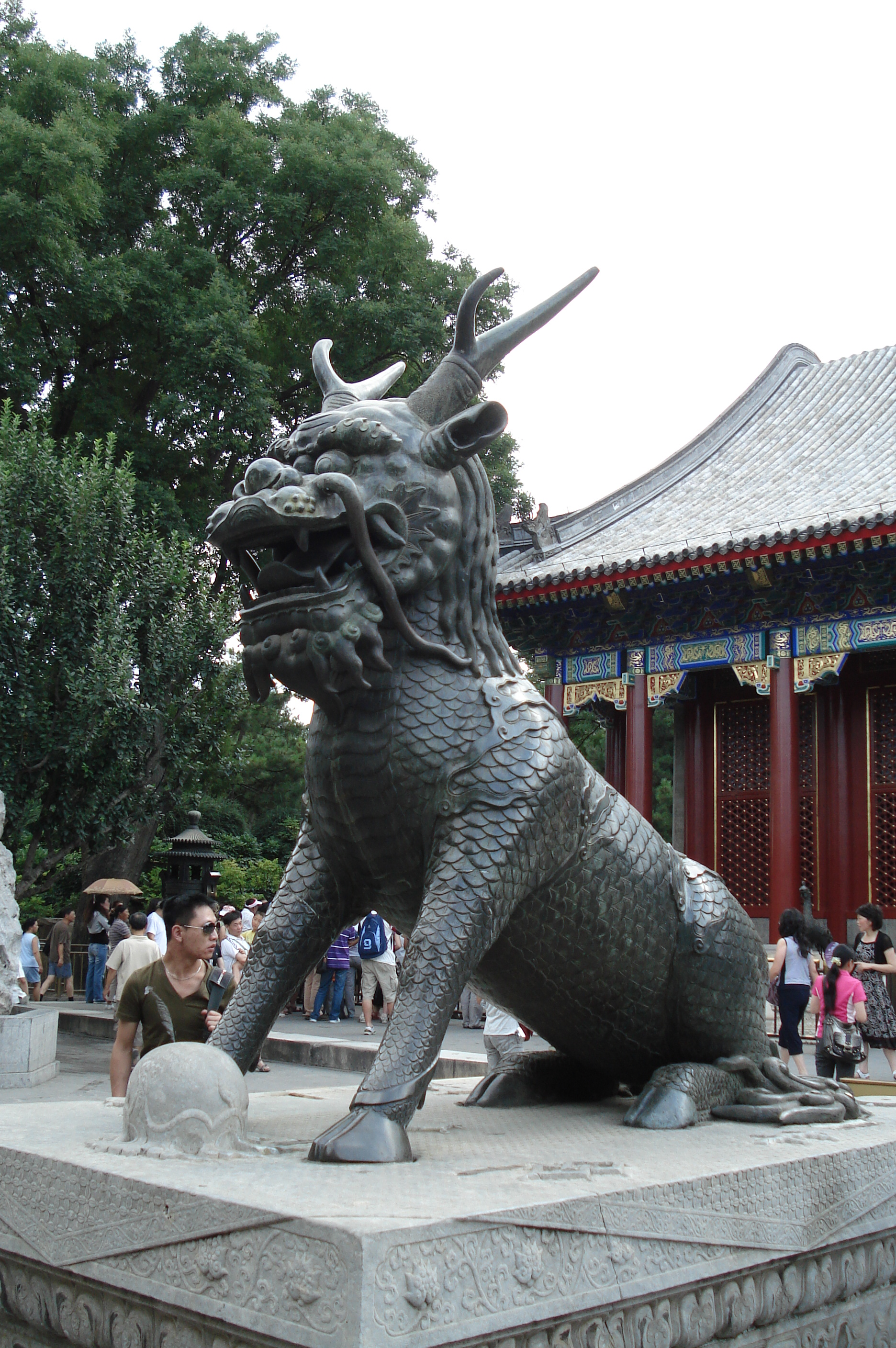
Qilin de bronze precedint el Saló de la benevolència i la longevitat

El gran pati recull, a més, algunes representacions d'animals d'entre els quals destaquem, en primer lloc, la representació d'un Qilin; una criatura mitològica hibrida amb cap de drac, cua de lleó, peülles de bou, banyes de cérvol i escames per tot el cos. Es deia que aquest podia perseguir als malvats i castigar-los. De nou, observem com la seva posició dins del Palau d'Estiu és estratègica i simbòlica; emplaçat just a la porta del Saló de la Benevolència i la Longevitat, el protegia del mal. En segon lloc, trobem dues escultures més de bronze: un drac —símbol de l'emperador— i una au fènix —símbol de l'emperadriu—, molt freqüents a la cultura xinesa.

#### Saló de la Benevolència i la Longevitat

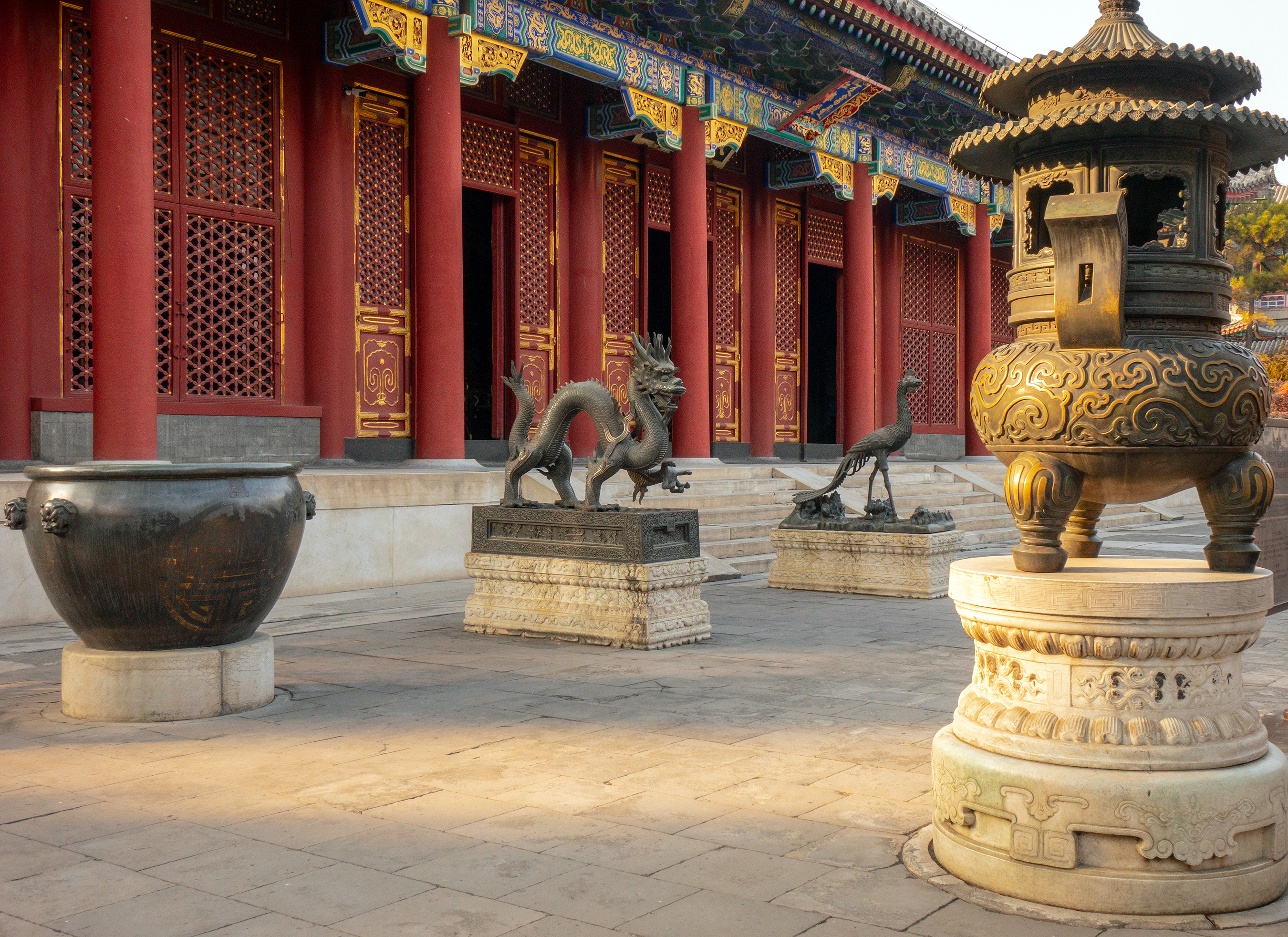
Exterior del Saló de la Benevolència i la Longevitat

El Saló de la Benevolència i la Longevitat (Renshou Dian) és una de les construccions més grans del palau. Construït per l'emperador Qianlong el 1750, el seu nom inicial era Qinzheng traduïble com a 'Saló del Govern Diligent'. En reconstruir-se el 1888, sota el govern de l'emperador Guangxu; qui, seguint la dita dels Analectes de Confuci: "el benevolent gaudeix de la longevitat", li va atorgar el seu nom actual. Parlem del que tradicionalment havia estat el centre polític del Palau d'Estiu, on els emperadors Guangxu i Cixi tractaven els afers de l'imperi i rebien als diplomàtics estrangers durant les seves estades al palau.
Fou precisament en aquest espai on es va dur a terme el que avui dia coneixem com a la Reforma dels cent dies de l'emperador Guangxu, les quals pretenien reformar la Xina endarrerida. Teòricament, aquestes haurien ajudat a la Xina a reclamar un estatus internacional reconegut; ara bé, com indica el seu nom, aquestes sols van durar 100 dies, donat que l'elit conservadora —encapçalada per l'emperadriu Cixi— va decidir reprendre el control del govern amb un cop d'estat el mateix any 1898, arrel del qual va empresonar a Guangxu durant 10 anys al Saló de les ones de jade. D'aquesta manera, Dowang Cixi va esdevenir l'única governadora de la Xina assumint el control sobre tots els àmbits de govern.
A l'interior del Saló de la Benevolència i la Longevitat, concretament al centre, podem observar els trons d'ambdós emperadors. Darrere d'aquests, dos grans ventalls emprats en alguns rituals i dues grues, símbol de fertilitat i bona sort, les quals sostenen amb el bec unes punxes d'or que servien per a sostenir fanals.

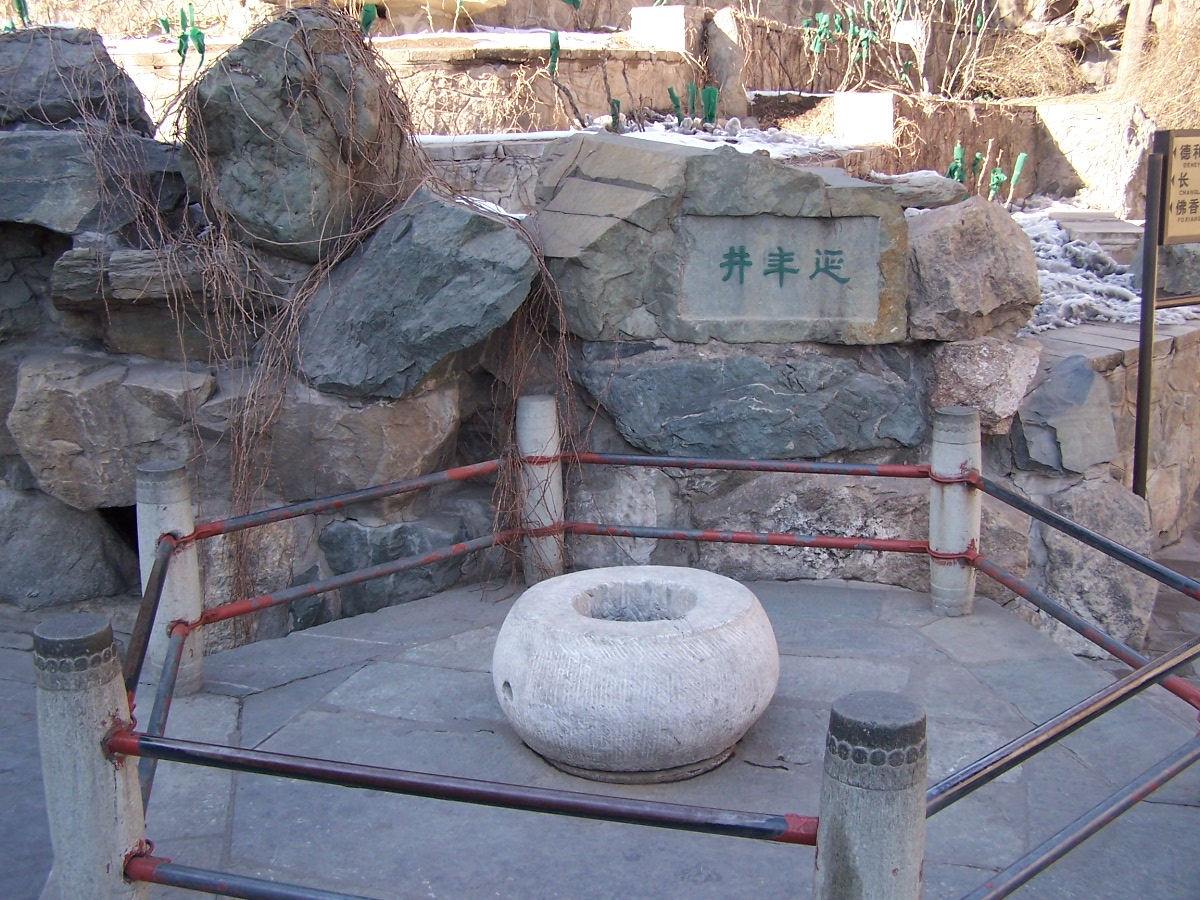
Pou de la Longevitat al Palau d'Estiu

Altre cop, observem un animal peculiar: el Luduan; una criatura sobrenatural que destaca per la seva llengua daurada. Segons es deia, aquest podia parlar totes les llengües del món i coneixia tots els seus racons de manera que ajudava a l'emperador a vigilar l'imperi. Parlem per tant, d'una escultura que simbolitzava els esforços de l'emperador per mantenir el control a tot l'imperi i que es feia servir com a cremador d'encens durant les cerimònies.

#### Pou de la Longevitat
Al costat del saló, trobem un petit pou de pedra anomenat Pou de la Longevitat. Segons la llegenda, en una ocasió l'emperadriu Cixi va curar-se d'una malaltia gràcies a l'aigua d'aquest pou. En afegit, s'ha dit que, quan les tropes de l'Aliança de les Vuit Nacions van envair Beijing el 1900, l'emperadriu va decidir fugir del palau i estar-se a Xi’an, fou aleshores quan va amagar al pou els seus luxosos vestits, juntament amb d'altres tresors.

#### Cambra de l'Alegria i l'Agricultura
Durant el seu exili a Xi’an, l'emperadriu va descobrir noves receptes que aviat va incloure al seu menú habitual. En afegit, i per tal de commemorar l'amabilitat dels camperols, va construir un nou edifici vinculat al Palau d'Estiu: la Cambra de l'Alegria i l'Agricultura, al voltant de la qual va encarregar que es plantessin diversos vegetals dels quals es feien càrrec els seus eunucs.

#### Jardí de la Virtut i l'Harmonia

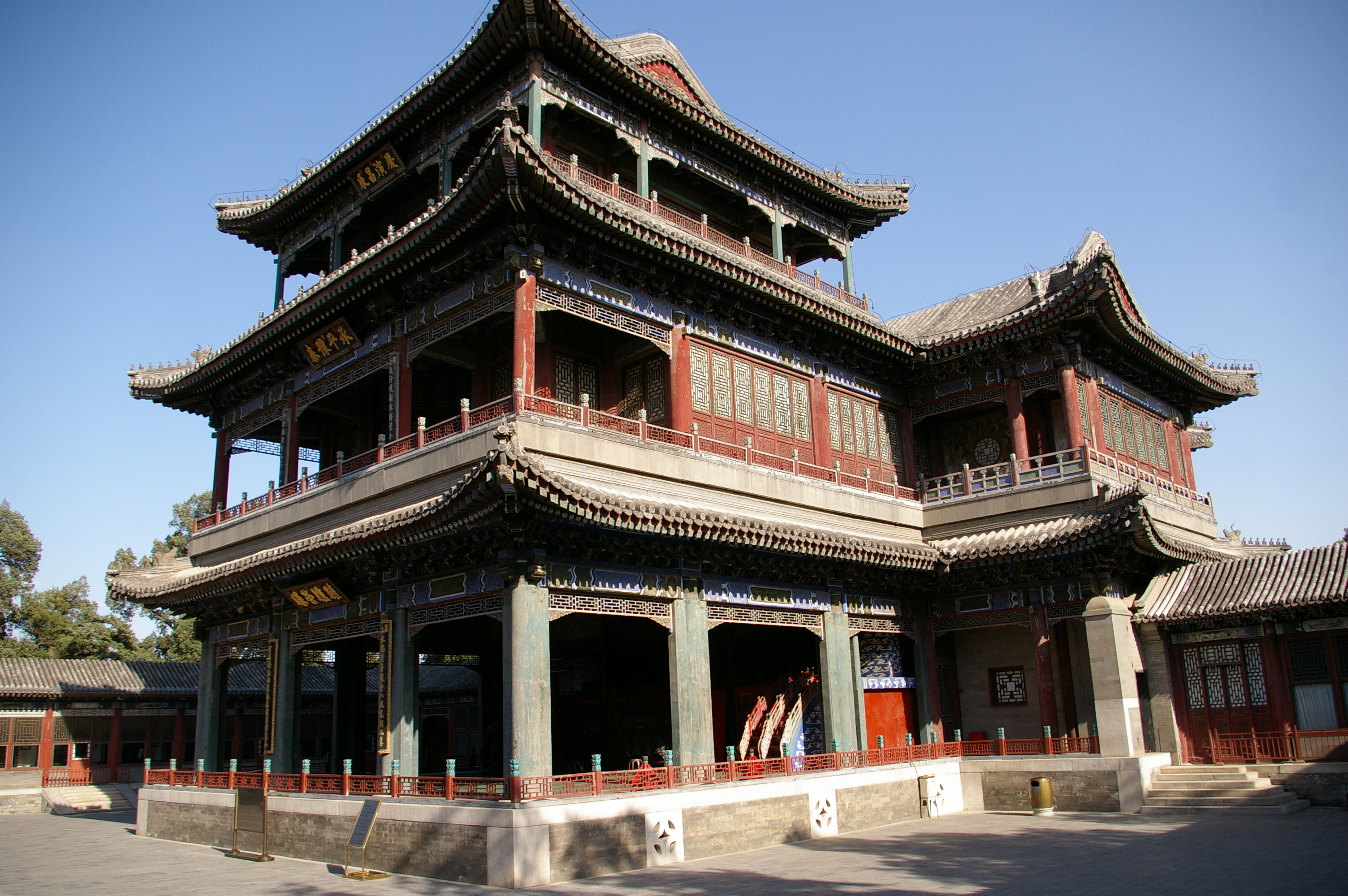
Jardí de la virtut i l'harmonia

Tot seguit trobem una escala que condueix al Jardí de la Virtut i l'Harmonia (Dehe Yuan), el qual no formava part del complex original de Qianlong, sinó que fou afegit al Palau d'Estiu per l'emperadriu Dowang Cixi el 1890, en tant que teatre que acollís l'Òpera de Pequín, un dels passatemps preferits de l'emperadriu.
En aquest s'exposa el primer cotxe importat a la Xina: un Mercedes-Benz donat com a regal a l'emperadriu per un ministre de la cort; així com també s'exhibeixen diverses mostres de mobiliari imperial, vestimenta dels emperadors i fotografies de l'emperadriu, entre altres coses.
Partint d'aquí, unes escales condueixen al Gran Escenari, l'escenari de fusta més gran i millor conservat, el qual compta amb 3 plantes i mesura 21 metres d'alçada. S'entenia que al seu interior es podien representar diverses operes al mateix temps, però no és gaire segur que això es dugués a terme realment.
La planta inferior s'anomena Escenari de la Bona Sort —sent la més gran i la més adient per a acollir les representacions—, la central s'anomena Escenari de la Prosperitat, i la superior és l'Escenari de la Longevitat. Es diu que els millors cantants d'òpera de la Xina van actuar en aquest jardí. Avui dia, a la planta inferior es presenta una exhibició de campanes de bronze, emprades com a instruments musicals a la cultura xinesa. Ara bé, en ocasions també es realitzen representacions reals de l'Òpera de Pequín per als turistes.

#### Saló de la Felicitat Harmoniosa
Just davant de l'escenari, unes escales condueixen al següent saló: el Saló de la Felicitat Harmoniosa, a l'interior del qual podem observar mobiliari imperial com ara el tro des d'on l'emperadriu observava l'òpera. Ara bé, se sap que Cixi preferia observar les representacions des d'un seient emplaçat sota la finestra del saló, on tenia un petit espai amb una taula de té.
Quan parlem de l'Òpera de Pequín, cal que tinguem present que aquestes es tractaven de representacions que no eren accessibles a tothom dins la cort; de fet, sols l'emperadriu i un petit cercle dins la cort proper podien gaudir d'elles. En afegit, ningú podia observar-les des de la mateixa sala que Cixi, donat que cap funcionari podia accedir al Saló de la Felicitat Harmoniosa.
La major part dels espectadors havien de seure al pati exterior, independentment del clima. Les representacions, a més, acostumaven a tenir una llarga durada, motiu pel qual era freqüent que els espectadors demanessin als servents eunucs que els aportessin catifes, menjar i té calent. Sovint s'ha dit, a més, que durant aquestes representacions es consumien grans quantitats d'opi, aportades en total secret pels eunucs a canvi de grans quantitats de plata. En qualsevol cas, sabem que aquestes actituds estaven prohibides, de manera que això era possible gràcies al fet que durant la representació els funcionaris i l'emperadriu estaven separats per una sèrie de cortines que els impedia veure’s mútuament.

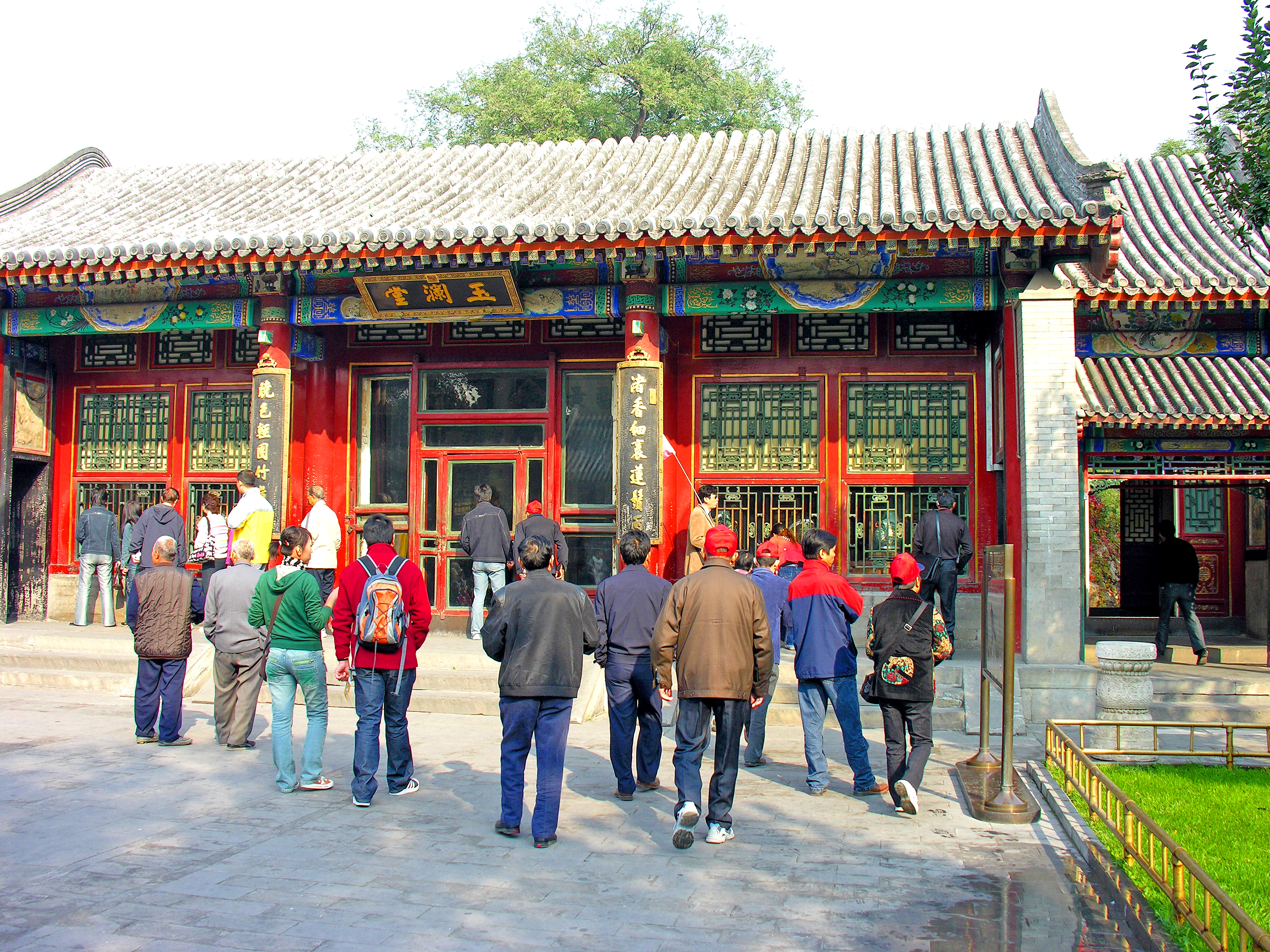
Saló de les ones de jade al Palau d'Estiu

#### Saló de la Celebració de les Virtuts
Parlem tot seguit del saló on l'emperadriu descansava entre els actes de la representació teatral.

#### Saló de les ones de jade
El Saló de la Celebració de les Virtuts ens condueix al Saló de les Ones de Jade (Yulan Tang). Aquest es tracta d'una construcció datada del 1750; encarregada per Qianlong, fou, en origen, la biblioteca i l'espai d'estudi de l'emperador, on en ocasions es reunia amb personalitats rellevants.
Es diu que també l'emperador Guangxu passava moltes hores en aquest saló; de fet, fou aquí on van tenir lloc les negociacions amb el general Yuan Shikai, durant la Reforma dels 100 dies. Posteriorment, el general va rebel·lar els plans de Guangxu a l'emperadriu Cixi, fet que va propiciar el cop d'estat.
A conseqüència d'aquest i de l'empresonament de l'emperador al saló que tractem, i amb la intenció de limitar els seus moviments, l'emperadriu va ordenar la creació de diversos passadissos a mode de laberint que aïllessin i bloquegessin el saló, els quals no es conserven avui dia. Tot i així, encara podem observar al seu interior alguns elements propis de la vida diària de l'emperador.

#### Saló Yiyun
Al nord del Saló de les ones de jade s'emplaça el conegut com a Saló Yiyun (Yiyun Guan), que originalment també formava part de la biblioteca de l'emperador Qianlong. Als murs exteriors, es poden llegir un seguit de paràgrafs provinents de llibres diferents tot convertint l'exterior de l'edifici en una biblioteca. La construcció original fou cremada per les tropes anglo-franceses al 1860 i posteriorment reconstruïda al 1886, per tal de convertir-se en les estances privades de l'emperador Guangxu i la seva dona, l'emperadriu Longyu, neboda de Cixi.

#### Saló de la Felicitat i la Longevitat

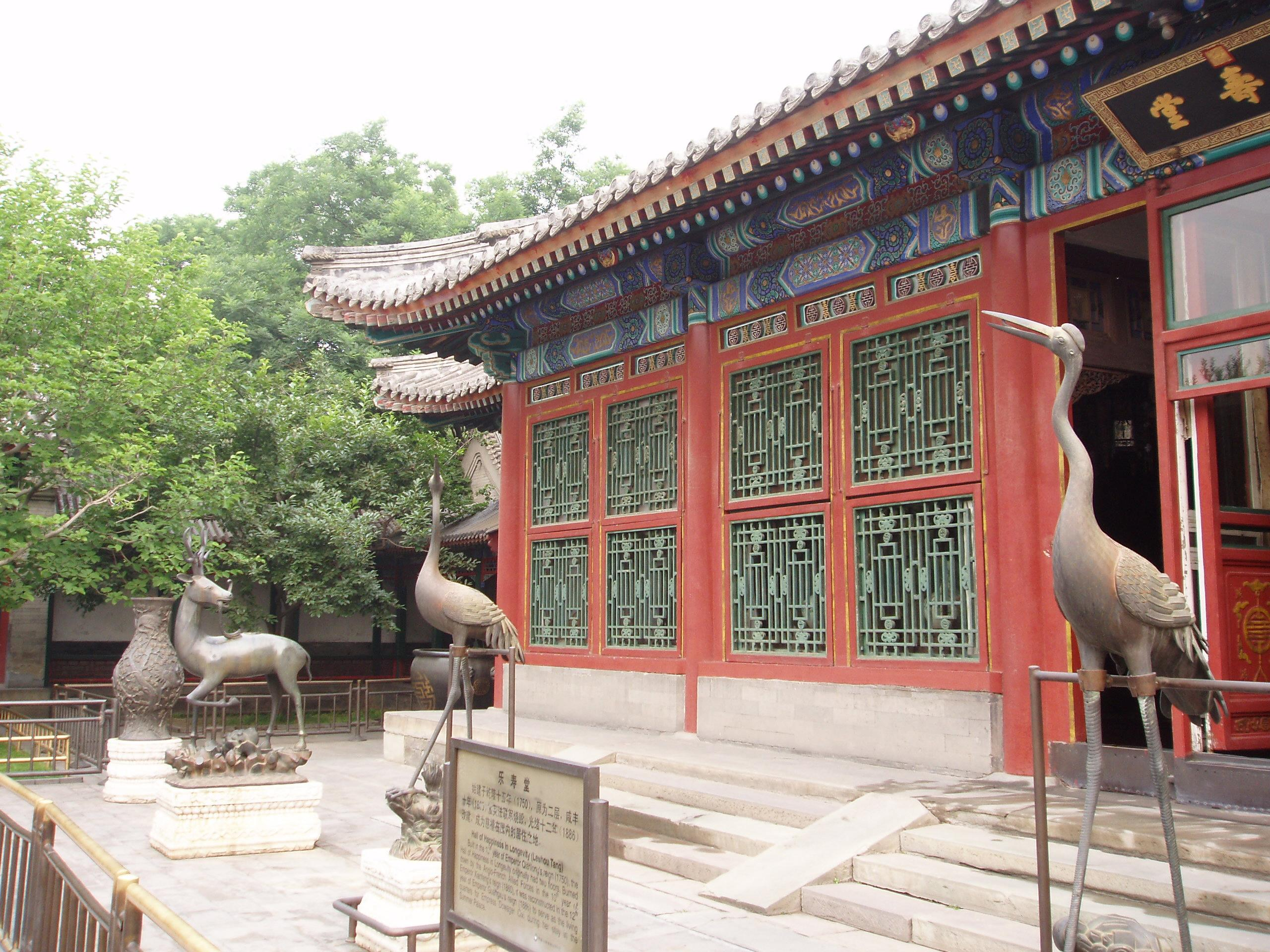
Escultures a l'exterior del Saló de la Felicitat i la Longevitat

Tot seguit avancem cap al Saló de la Felicitat i la Longevitat (Leshou Tang), les habitacions de l'emperadriu Cixi. Aquest fou construït el 1750 per l'emperador Qianlong per a celebrar el 60 aniversari de la seva mare: l'emperadriu Dowager Chongqing. La construcció original comptava amb 2 plantes, sent la segona un petit santuari budista. Ara bé, durant la invasió del 1860 el saló fou destruït.

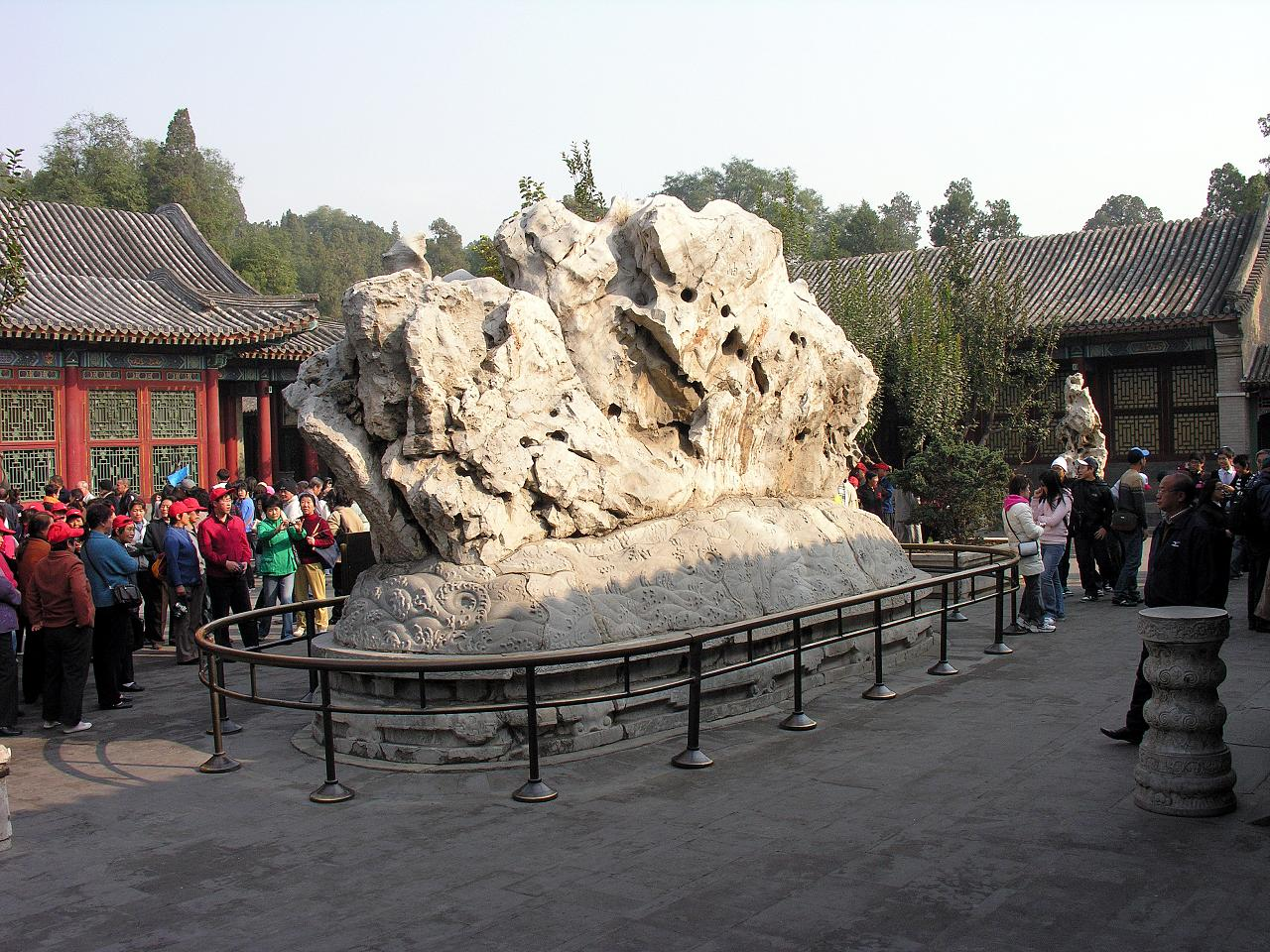
La Roca d'Iris Blau al pati del Saló de la Felicitat i la Longevitat al Palau d'Estiu

La seva reconstrucció, encarregada per Cixi, va resultar en la creació d'un edifici diferent, d'una única planta que fou emprat com a les dependències personals de l'emperadriu. Cap al final de la dinastia Qing, aquest va esdevenir al centre polític de la xina, des d'on Cixi governava tot l'imperi. El centre del país havia estat tradicionalment la Ciutat Prohibida mentre que el Palau d'Estiu s'havia entès com a la residència d'estiu dels emperadors. Ara bé, fou Cixi qui el va convertir en la seva residència habitual.
Al pati que precedeix el saló trobem 4 escultures de bronze i do gerros que expressen harmonia i esdevenen representacions simbòliques de poder. Al centre, de nou, una roca erosionada per la natura anomenada en aquest cas: Roca d'iris blau o Roca angelica verda, la qual es diu és la decoració en roca més gran existent a un jardí xinès. Fou l'emperador Qianlong qui va encarregar que la transportessin just a davant del Saló de la Felicitat i la Longevitat. Degut a les seves grans dimensions, per a que pogués entrar al palau, van haver d'enderrocar un mur, donat que no hi cabia per la porta.

### Turó de la Longevitat
Avançant cap a l'oest, ens endinsem en la zona central del Turó de la Longevitat, emplaçat a la riba nord del Llac Kunming. En aquest trobem els següents espais:

#### Gran Corredor
Un dels elements més característics del conjunt del Palau d'Estiu és sens dubte el Gran Corredor (Chang Lang), conegut com un dels exemples més destacats de l'arquitectura tradicional xinesa. De fet, els corredors són una part integral dins de qualsevol jardí xinès amb una determinada rellevància. Aquest, en concret, mesura 728 metres de longitud i s'estén al llarg del turó que tractem, des del Saló de la Felicitat i la Longevitat, a l'est; fins al conegut com a Vaixell de Marbre, a l'oest.

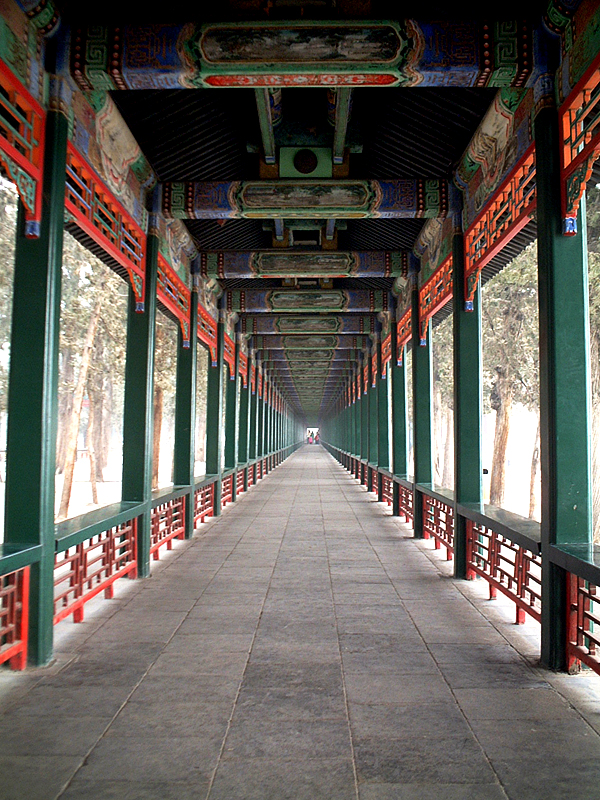
Interior del Gran Corredor al Palau d'Estiu

El Gran Corredor es divideix en 273 seccions entre les quals es troben 4 pavellons octagonals que simbolitzen les 4 estacions. En afegit, a tota mostra un total de 14000 pintures basades en llegendes i històries famoses a la Xina, les figures i escenes de les quals no es repeteixen en tot el conjunt. Aquest fou construït el 1750 per l'emperador Qianlong. Es diu que en el moment d'iniciar la construcció encara es desconeixia la quantitat de pintures que recolliria. En un primer moment, l'emperador va voler que les pintures fessin referència a les grans obres de la literatura —com ara el Romanç dels Tres Regnes, famosa novel·la del s.XIV; o Viatge a l'oest, escrit al s.XVI—, ara bé, més endavant, va encarregar la representació dels paisatges més bonics que havia conegut durant els seus viatges al sud del país. Entre aquestes, s'amaguen un seguit de símbols com ara ocells i bèsties considerades senyals de bon presagi.

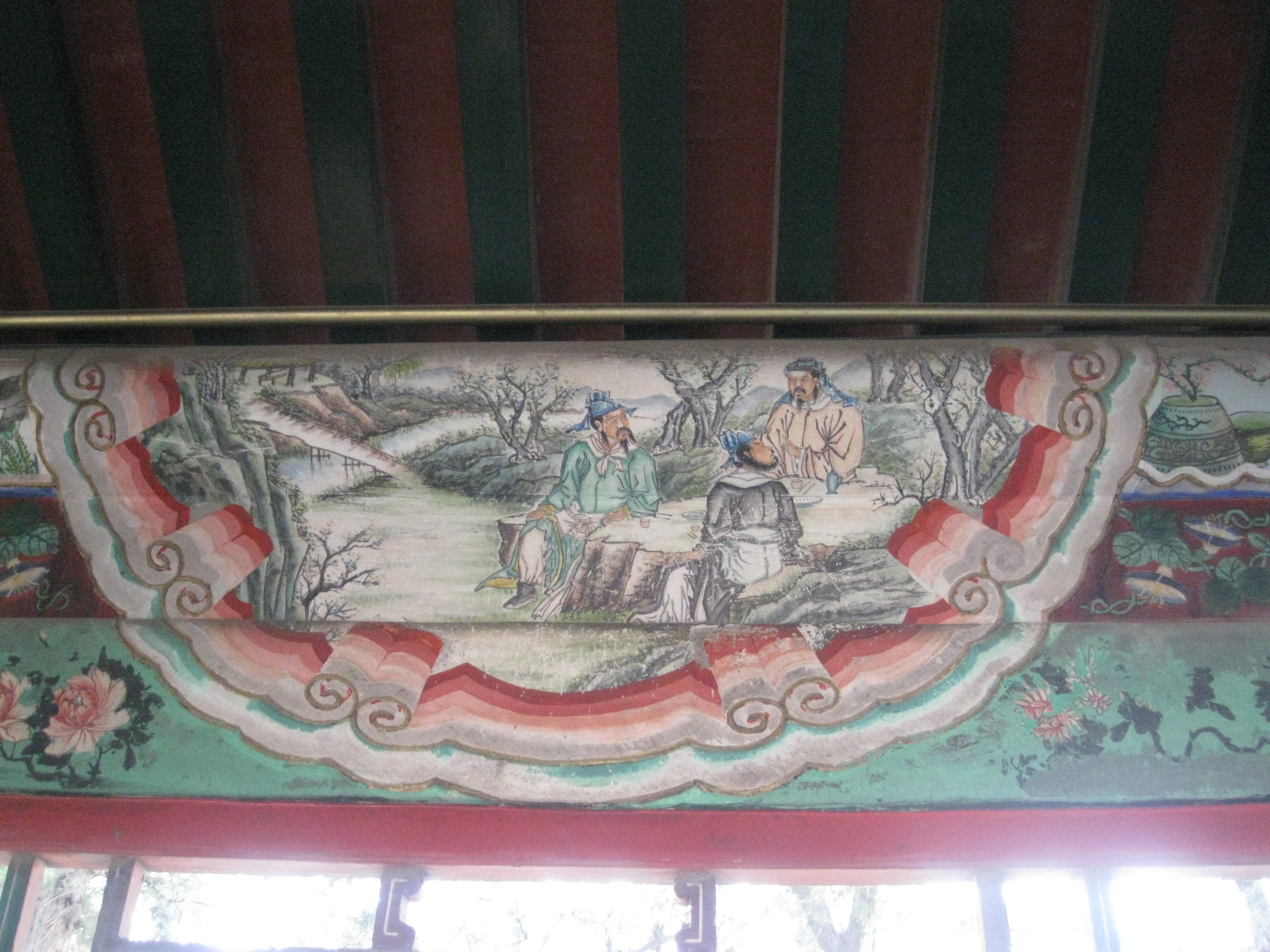
Pintures a l'interior del Gran Corredor

Durant el saqueig del 1860 el Gran Corredor va destruït, de manera que gran part de les pintures es van perdre. Després de la guerra, l'emperadriu Dowager Cixi va encarregar als millors artistes del país que el restauressin de la manera més fidel a l'original possible. Es diu que, fins i tot, els artistes van viatjar als indrets representats per poder realitzar les representacions. El resultat fou una restauració molt fidel del conjunt original de Qianlong. L'any 1960, a conseqüència de la Revolució Cultural, que tenia com a lema “destruir el món antic per construir-ne un de nou”, el Gran Corredor es va tornar a veure amenaçat; ara bé, en aquesta ocasió, els guardians del corredor van amagar les imatges sota una nova capa de pintura.

#### Vaixell de Marbre

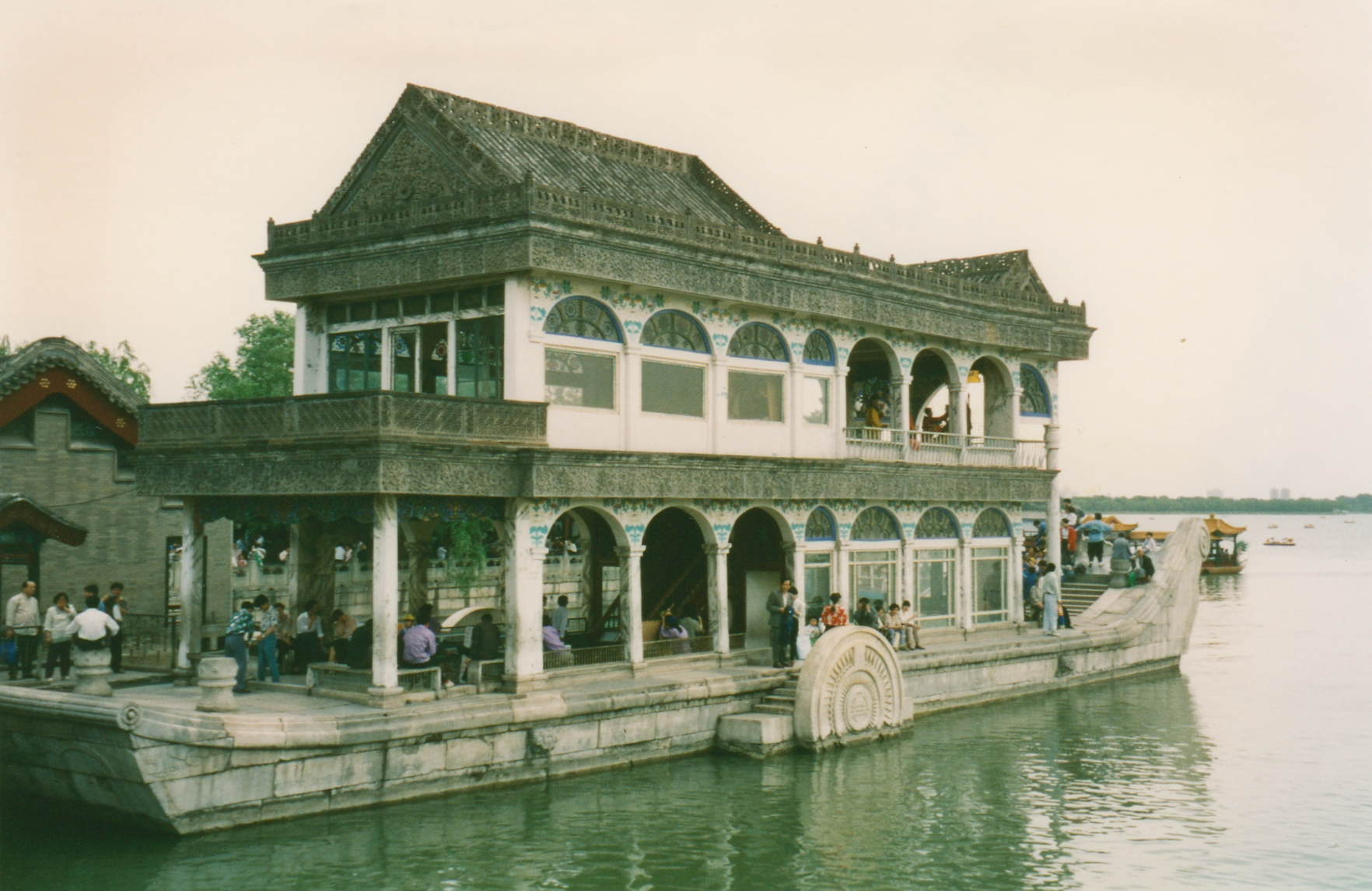
Vaixell de Marbre al Palau d'Estiu

Tot seguit, sortint del corredor, trobem el Vaixell de Marbre (Qingyan Fang), a la zona oest del Turó de la Longevitat. Parlem d'un dels indrets més populars del palau el qual, construït de blocs massissos de pedra, mesura 36 metres de llargada. Cal tenir present, però, que tot i que aquesta és la barca de pedra més coneguda i destacada del país, no és la única existent a la Xina, donat que era habitual que els jardins comptessin amb aquestes creacions. De fet, dins l'arquitectura xinesa, la creació de barques és força comuna, tant en pedra com en fusta, en tant que es considera quelcom romàntic.
El Vaixell de Marbre fou construït el 1755 per l'emperador Qianlong en l'estil tradicional xinès. El 1860 fou destruïda i posteriorment, el 1893, Cixi va encarregar la seva restauració, en la qual va modificar el disseny per a construir una superestructura de dues plantes que incorporés elements d'arquitectura europea. Les rodes als seus dos costats fan que sembli un vaixell de vapor. El pavelló a l'interior té un sistema de drenatge molt sofisticat que canalitza l'aigua de la pluja a través de 4 pilars. Finalment, l'aigua desemboca al llac a través de la boca de 4 caps de drac.
Pel que fa al seu significat destaquem la frase atribuïda a l'emperador Qianlong: “Un governant és com un vaixell entre les onades; les onades, o les persones, poden aixecar-se, debilitar el vaixell, i fins i tot enfonsar-lo”, així doncs, amb la construcció d'un vaixell de marbre, l'emperador pretenia demostrar les seves bones intencions polítiques i la seva voluntat de servir al poble xinès tant fermament com la barca de marbre al llac Kunming.
L'emperadriu Cixi va utilitzar el vaixell per celebrar festes, fet que va rebre forces crítiques per part del poble xinès, el qual considera el Vaixell de Marbre com un símbol de corrupció, per la seva inutilitat, ja que no serveix per navegar. Per contra, per a l'emperadriu la solidesa del vaixell era una demostració de la seva estabilitat i perennitat.

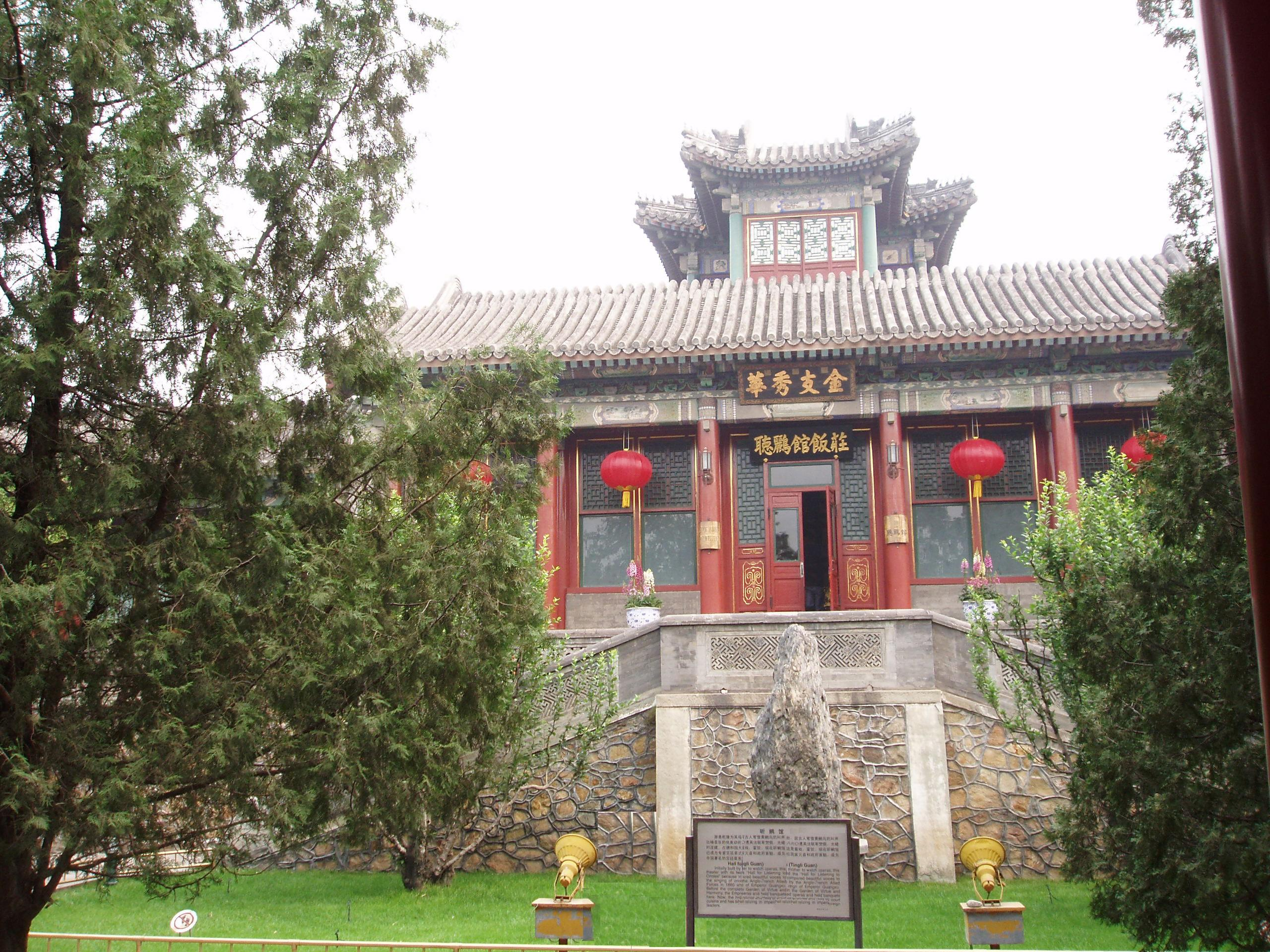
Saló de l'escolta d'oriols

#### Saló de l'escolta d'oriols
No gaire lluny d'aquest trobem el Saló de l'escolta d'oriols (Tingli Guan), versió petita de l'escenari d'òpera que observàvem al Jardí de la Virtut i l'Harmonia tot i que fou construït amb anterioritat. El seu nom prové de la creença xinesa de que de tots els ocells, els que millor canten són els oriols. Es diu que els millors artistes del país van actuar en aquest i que fins i tot en algunes ocasions també ho va fer el mateix Qianlong. L'actual fama del Saló de l'escolta d'oriols es basa, però, en un altre fet: en aquest se situa el restaurant imperial més autèntic de Beijing.

#### Passeig per una imatge
Arribem tot seguit a un altre espai pintoresc del palau: el Passeig per una imatge (Huazhongyou). Segons la llegenda, fou dissenyat per l'emperador Qianlong mateix. La construcció principal del complex és hexagonal i es complementa amb d'altres torres, miradors i pavellons connectats entre ells per mitjà de camins que, en ocasions fins i tot creuen la muntanya. Així, mostren noves vistes del llac Kunming i fan sentir al visitant com a dins d'una pintura. És precisament aquest fet el que dona nom al complex.

#### Saló dels núvols dissipants
Ascendint el turó ens topem amb un altre edifici: el Saló dels núvols dissipants (Paiyun Dian), el qual no formava part del Palau d'Estiu original sinó que fou construït arrel de les demandes de l'emperadriu Cixi el 1886, qui ja havia planejat traslladar-se de saló i convertir aquest en les seves estances personals.

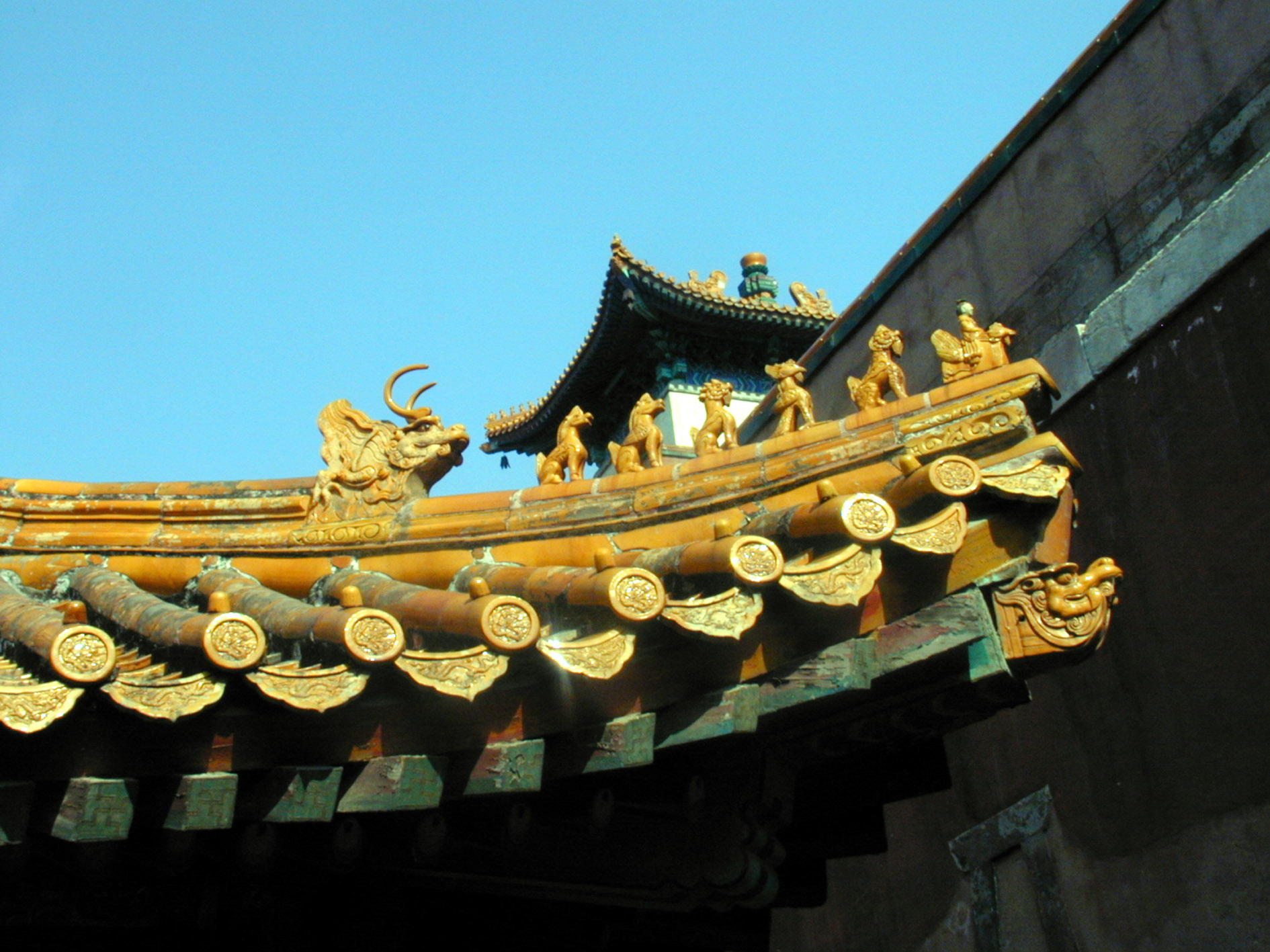
Detall de les escultures a la coberta del Saló dels núvols dissipants

Es diu que aviat, després de mudar-se al saló, l'emperadriu va començar a sentir-se malalta. Es creia que, en estar construït a prop de la Torre de l'Encens del Budisme, el saló s'alçava sobre terreny sagrat i, per aquest motiu, no era oportú que ningú hi visqués allí. Així doncs, Dowang Cixi es va traslladar de nou al Saló de la Felicitat i la Longevitat. Finalment, quan l'emperadriu va comprendre que no podia viure en aquest espai va decidir convertir-lo en el saló per a la celebració dels seus aniversaris, a l'interior del qual es conserva el seu tron.
Parlem d'un saló d'aparença majestuosa, coronada per figures animals encarregades de la protecció contra els mals esperits. En l'època imperial, a més, aquest tipus de figures servien com a mostra del poder imperial i com a indicatiu de la importància de la construcció: en funció del nombre de figures que contenia un edifici es podia saber la seva rellevància, sent 11 el màxim nombre d'escultures permeses. Aquest en concret compta amb 8.

#### Saló de la Glòria Moral
Avançant a través d'una escala observem el Saló de la Glòria Moral, també anomenat Saló de l'Esplendor Virtuosa. Parlem de l'espai on l'emperadriu es vestia abans d'oferir encens a les deïtats budistes a la Torre de l'Encens del Budisme.

#### Arxius Giratoris

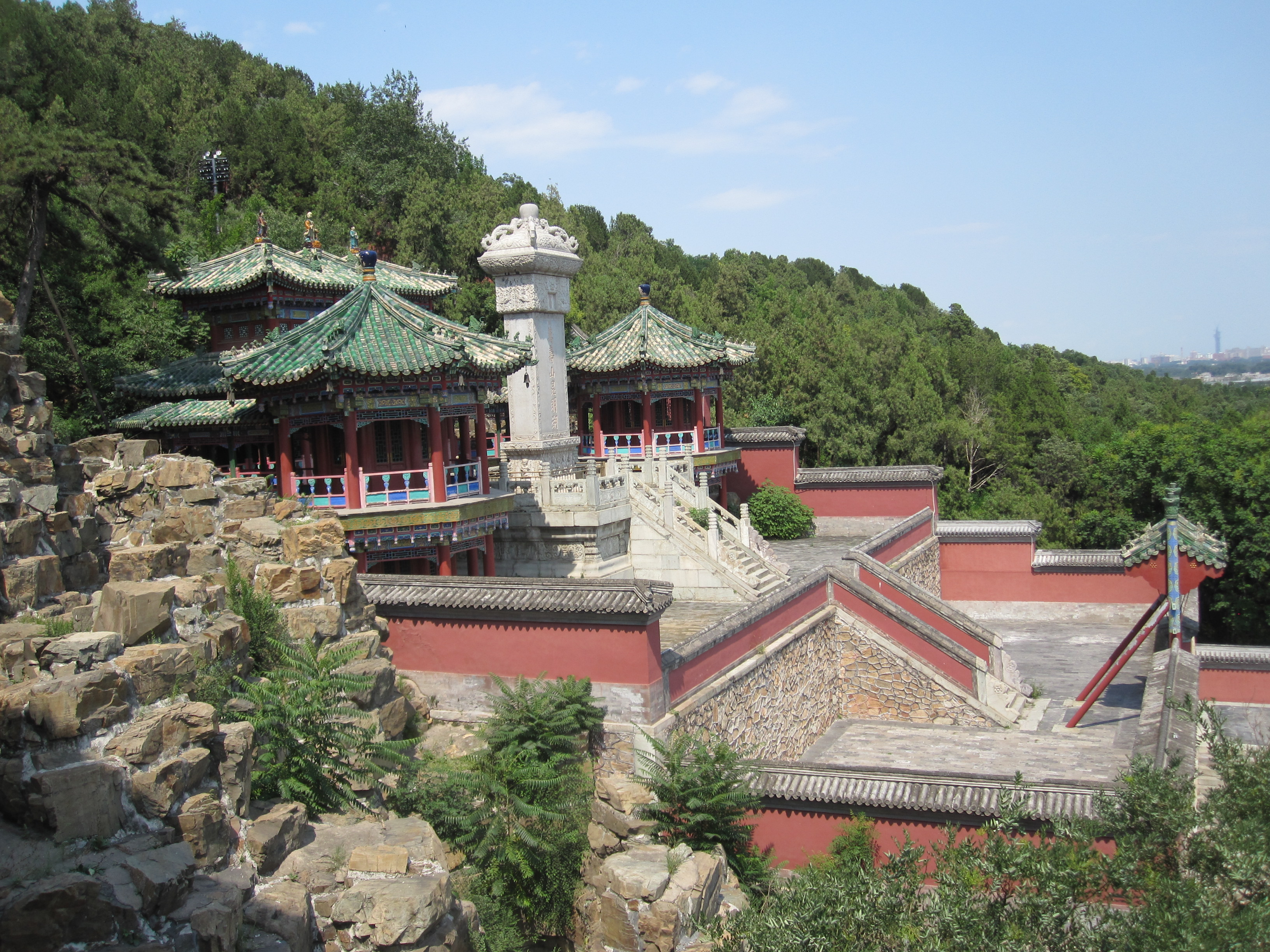
Complex dels Arxius Giratoris al Palau d'Estiu

A l'est de la Torre de l'Encens del Budisme trobem de nou un altre complex: els Arxius Giratoris (Zhuanlun Zang). Aquests consisteixen a un saló principal amb dues torres baixes de sols dues plantes i una esvelta estela de pedra al centre. En aquesta es poden observar les inscripcions: "Llac Kunming" i "Turó de la Longevitat".
Pel que fa a les torres, es creu que en origen aquestes formaven part de la rutina diària dels emperadors, s'empraven durant l'estudi dels emperadors de les escriptures budistes. En aquestes es conserven taules amb escriptures budistes i una columna hexagonal giratòria a cadascuna. Es diu que les escriptures s'enganxaven a la columna, la qual girava a mesura que s'anava llegint. Parlem d'una lectura cerimonial que durava fins que la columna havia fet la volta completa i l'estudiant imperial havia recitat tots els textos de la columna en veu alta. Aquest procés reflexa el motiu budista de “fer girar la roda del dharma”.

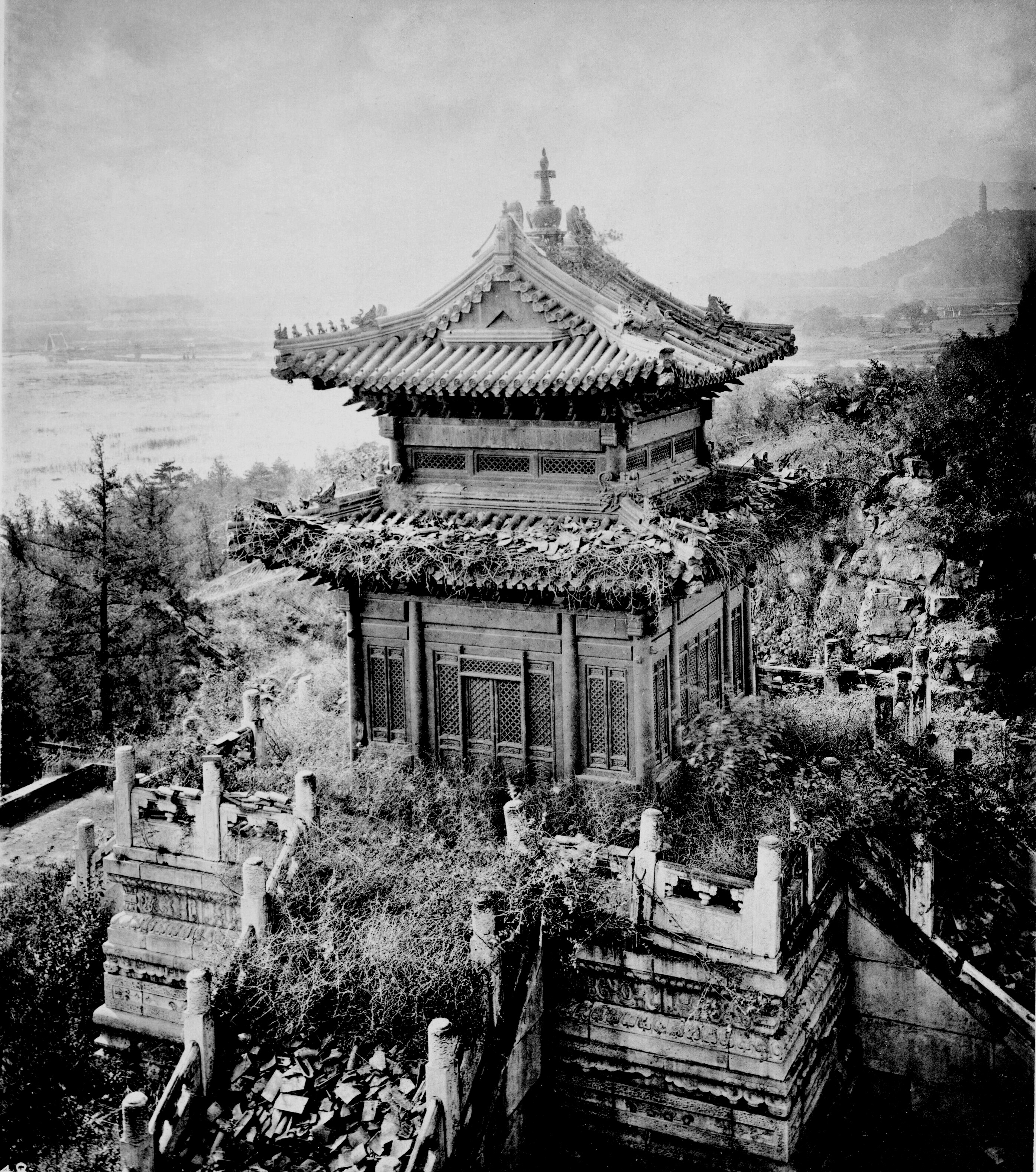
Pavelló de bronze al Palau d'Estiu

#### Pavelló de bronze
A l'altra banda, el Pavelló de bronze, únic en tot el Palau d'Estiu, fou construït com el nom indica, completament de bronze. Finalitzat el 1755, parlem d'una construcció de dimensions relativament petites la qual pesa unes 207 tones. La majoria dels detalls del pavelló són encara els originals, tot i que inclou algunes restauracions, així com d'altres peces que van ser robades per les armades estrangeres i posteriorment retornades.

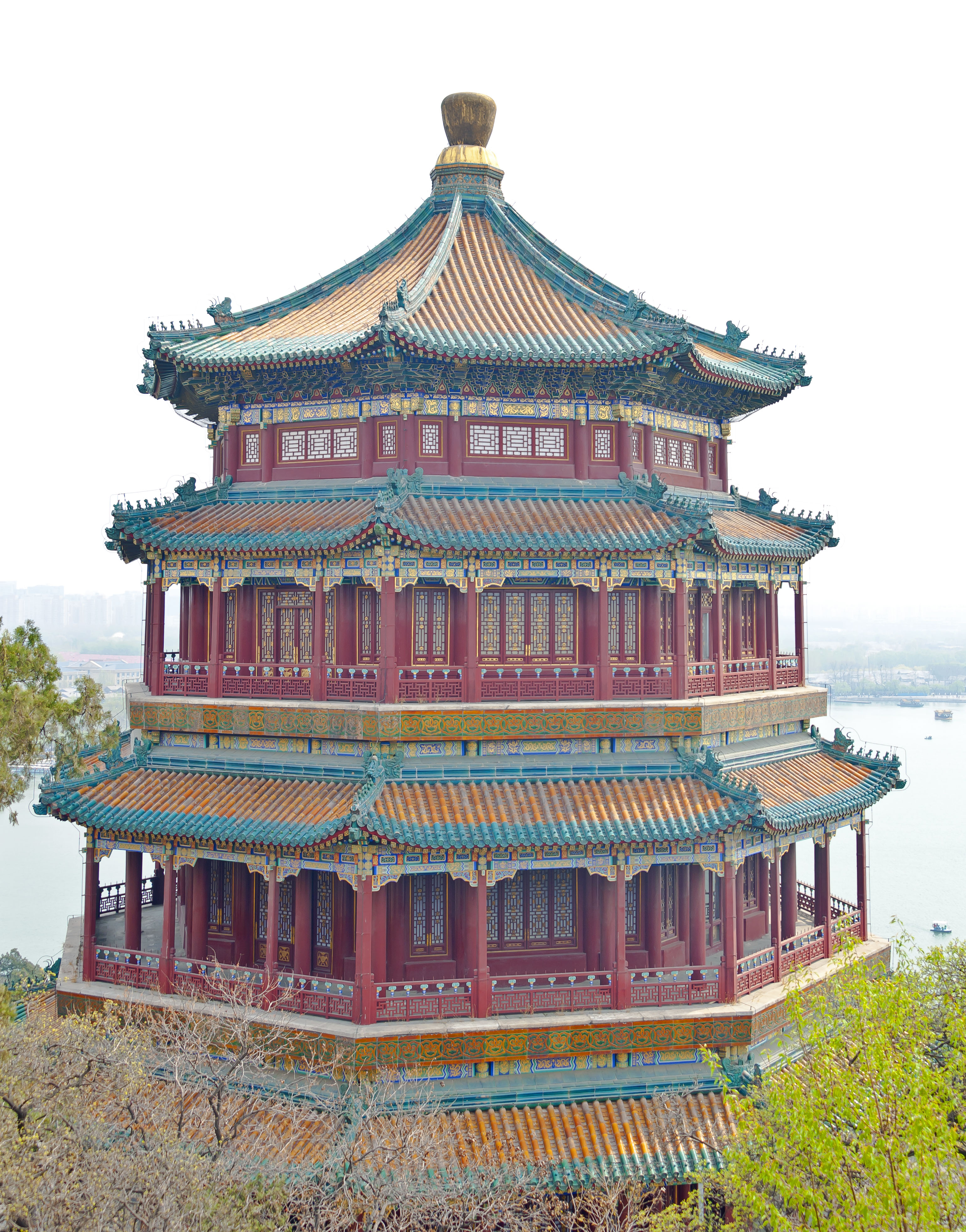
Torre de l'Encens del Budisme

#### Torre de l'Encens del Budisme
Al costat d'aquest, trobem la Torre de l'Encens del Budisme (Foxiang Ge). Considerat un dels exemples arquitectònics més valuosos de Beijing i de la Xina, la torre mesura 36,44 metres d'alçada construïts sobre 20 metres de ciments.
La seva majestuositat es pot apreciar ja des de les ribes del llac, amb la qual cosa s'entén com a símbol del poder i la magnificència de la Xina que s'eleva sobre el Turó de la Longevitat. La construcció, entesa com una de les majors fites de la dinastia Qing, té però una història complicada:
Com ja sabem, el 1749, Qianlong va encarregar la creació del jardí més grandiós a Beijing. Un tret característic i rellevant d'un jardí d'aquest estil hauria estat una torre o pagoda, de manera que l'emperador va decidir encarregar la construcció d'una torre al pendent del Turó de la Longevitat per representar la gloria de la Xina imperial. Fou doncs que es va iniciar la construcció d'una torre de 9 plantes. Ara bé, quan ja se n'havien construït 8 i estava per iniciar-se la darrera, l'emperador va encarregar que es destruís tota la torre i es construís una de nova, donat que considerava que no era prou diferent de les ja existents a la ciutat. Així doncs, va encarregar la construcció d'una nova torre de 8 plantes octogonal en el seu lloc, donant com a resultat la torre que observem actualment i que ha esdevingut l'emblema del Palau d'Estiu.

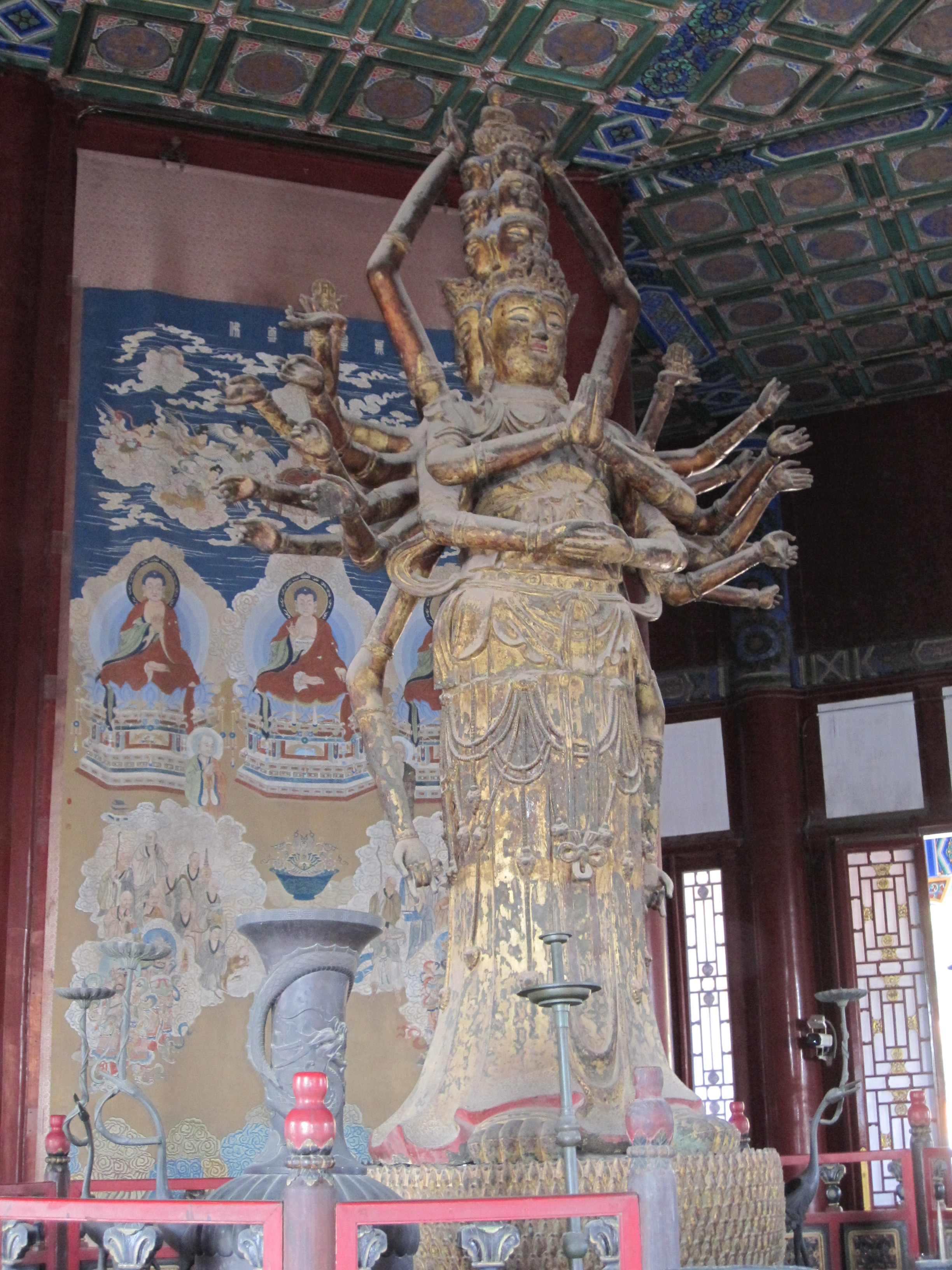
Escultura del Guanyin de les 1000 mans a la Torre de l'Encens del Budisme

La construcció s'envolta de murs amb finestres decorades, els quals tenien una funció pràctica: protegir de les fortes ventades del Turó de la Longevitat. Al llac Kunming, les ventades són força fortes durant l'hivern, d'aquesta manera i per tal de fer que l'emperador pogués gaudir d'aquest indret sota totes les condicions climatològiques, es va optar per aquest tipus de mur.
A nivell religiós, la torre que tractem és especialment rellevant donat que recull l'escultura d'una de les majors deïtats budistes: el Guanyin de les 1000 mans. Guanyin és conegut com al responsable de protegir el món i vigilar-lo. De fet, és aquest el motiu pel qual necessita tenir 1000 mans, cadascuna de les quals té un ull a l'interior. L'estàtua de la divinitat que es recull a la torre que tractem mesura 3 metres d'alt.
Aquesta, però, no és a la que resava l'emperadriu Cixi, sinó que originalment a l'emplaçament es trobava una representació de Budha, la qual fou robada per les armades estrangeres al s.XIX. Després de les reconstruccions del palau es va decidir no refer l'escultura sinó realitzar una de terracota en el seu lloc, a causa de la manca de recursos per a la creació d'una nova escultura de bronze. Durant la Revolució Cultural del 1960, l'estàtua de terracota fou destruïda i en la reconstrucció de la torre al 1989, es va instal·lar a l'indret l'escultura actual de Guanyin, la qual, datada del 1527, fou descoberta en una escola al centre de la capital, on havia estat amagada durant la revolució. Aquesta pesa 5 tones i per al seu trasllat part de l'escola on es trobava i part dels murs de la torre van haver de ser enderrocats.

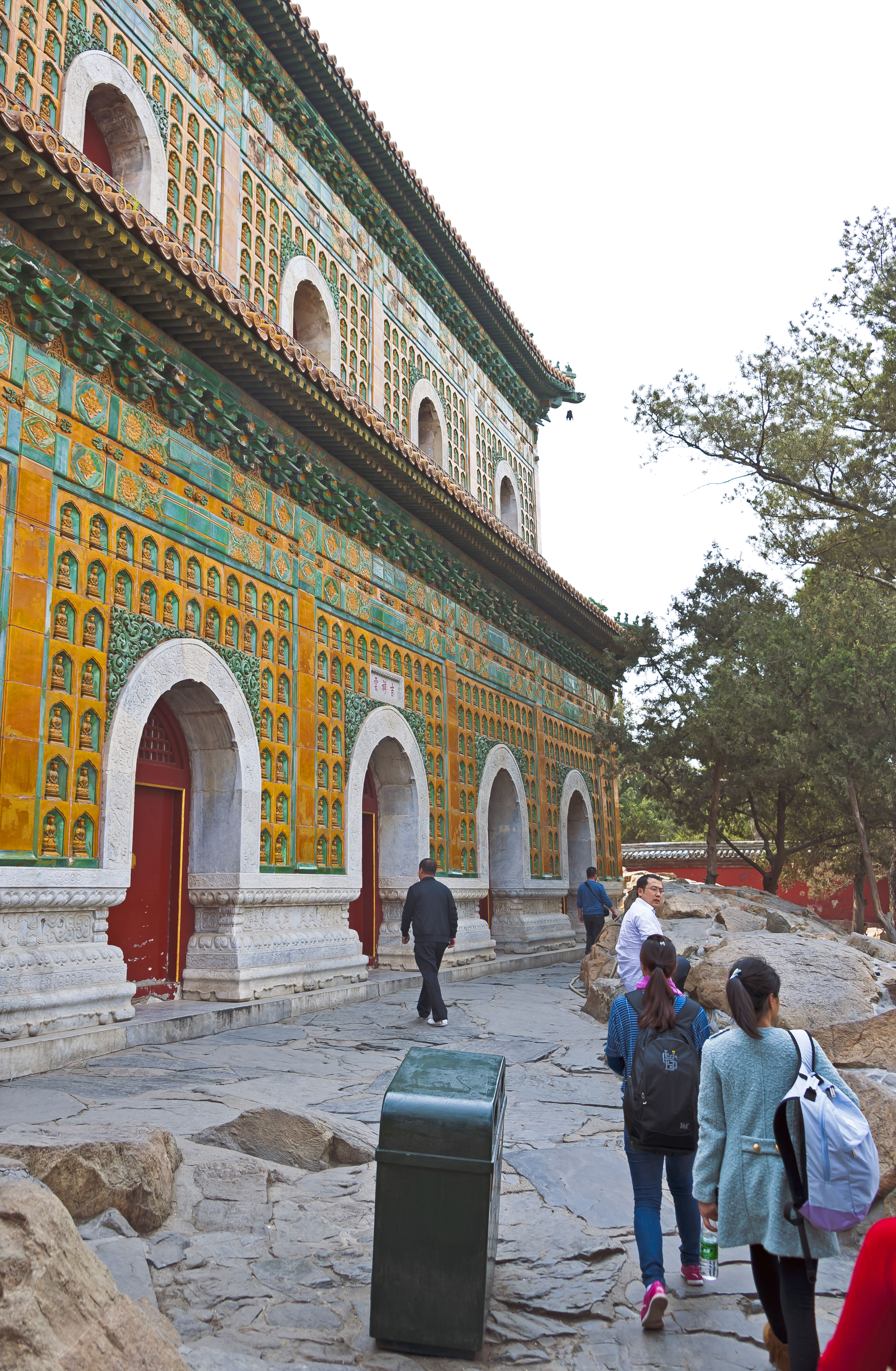
Exterior del Saló del Mar de Saviesa

#### Saló del Mar de Saviesa
Ara bé, si avancem ja cap a la cima del turó, trobem el Saló del Mar de Saviesa (Zhihui Hai), des d'on es poden observar les millors vistes del llac Kunming.
El saló que tractem es caracteritza per ser un dels pocs que es va mantenir intacte durant el saqueig del s.XIX. Construït de pedra, els seus murs exteriors estàn decorats amb 1110 estàtues de Budha policromades.
A l'interior, trobem 3 escultures: la més important, emplaçada al centre, és la representació de Guanyin en aquest cas, sols amb 2 mans. A l'esquerra, el bodhisattva Manjusri, bodhisattva de l'elevada saviesa. A la dreta, Samantabhadra, un dels bodhisattvas més rellevants del budisme xinès, encarregat de protegir les lleis budistes i guiar a la resta de bodhisattvas.

#### Complex de les Quatre Grans Regions

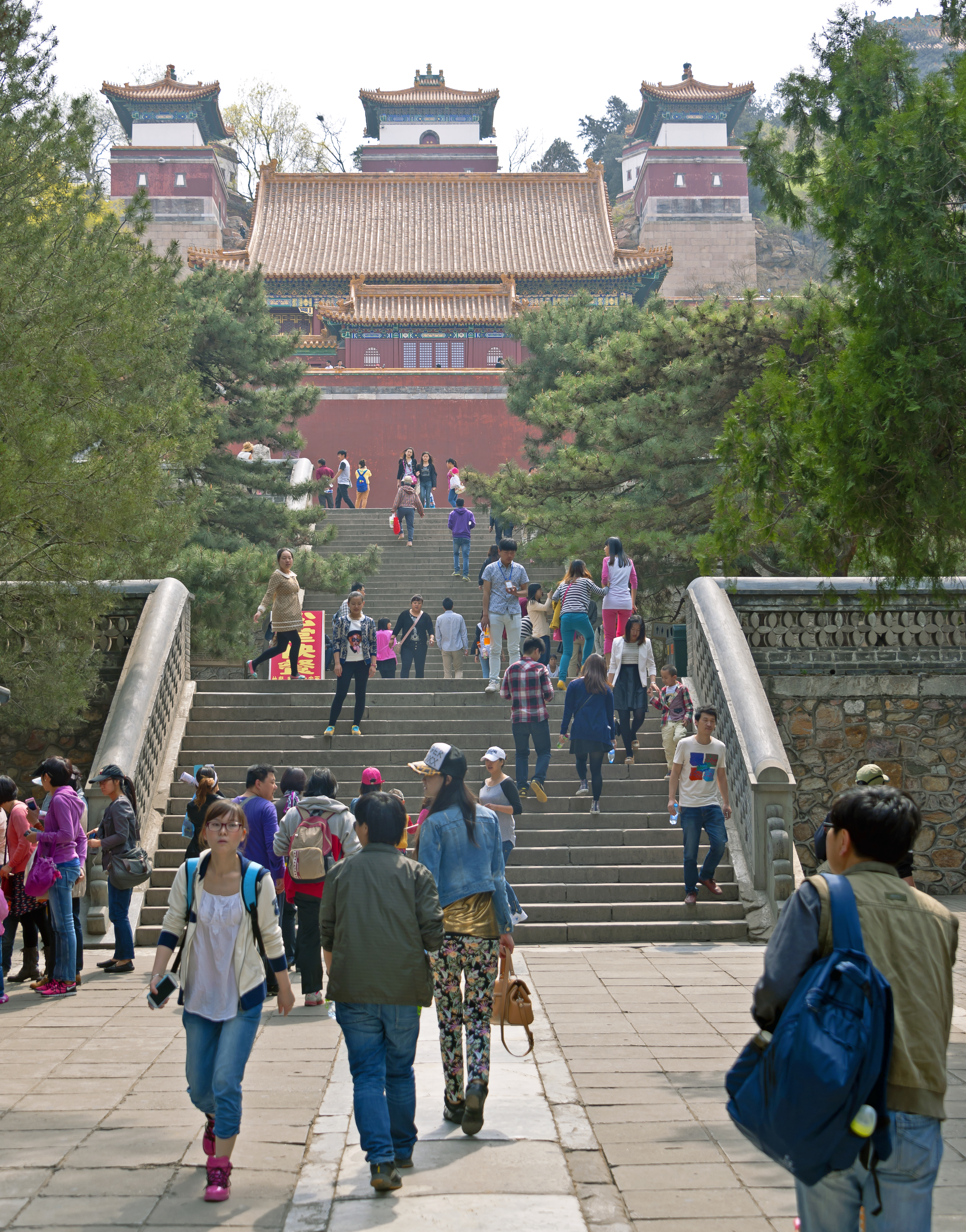
Accés al Complex de les Quatre Grans Regions

Al nord trobem el Complex de les Quatre Grans Regions (Sida Buzhou), format per construccions del clàssic budisme tibetà. Parlem del complex més gran dins del Palau d'Estiu, el qual cobreix fins a 2 hectàrees i s'estén per diversos nivells i terrasses. El saló principal del complex és el Saló de la Confirmació de la Doctrina de Budha, al cantó oposat del Saló dels núvols dissipants.
Parlem d'un complex creat amb la voluntat de servir l'agenda política de l'emperador Qianlong. Un dels objectius de la dinastia era unificar les nacions xineses: els han, els manxu, els mongols, els uigurs i els tibetans, sent aquests últims els més difícils de convèncer donada la seva vida d'aïllament.
És per aquest motiu que, per tal d'aconseguir el seu suport, l'emperador Qianlong va decidir construir aquest complex al Palau d'Estiu en honor del budisme tibetà.
La pedra angular de la cosmologia del budisme i l'hinduisme és el Mont Meru, una muntanya mitològica l'alçada i el poder de la qual s'inspirava en el Mont Everest. Originalment propi de l'hinduisme, el budisme tibetà va assimilar el símbol posteriorment tot afegint-li el prefix ‘su’. Així doncs, el Mont Meru es va convertir en el Mont Sumeru, que en tibetà significa "Meravellós Meru". El Mont Sumeru es concep doncs com al centre del món, així com el punt més elevat de l'univers. Partint del Mont Sumeru, el món es divideix en els 4 punts cardinals: nord, sud, est i oest.

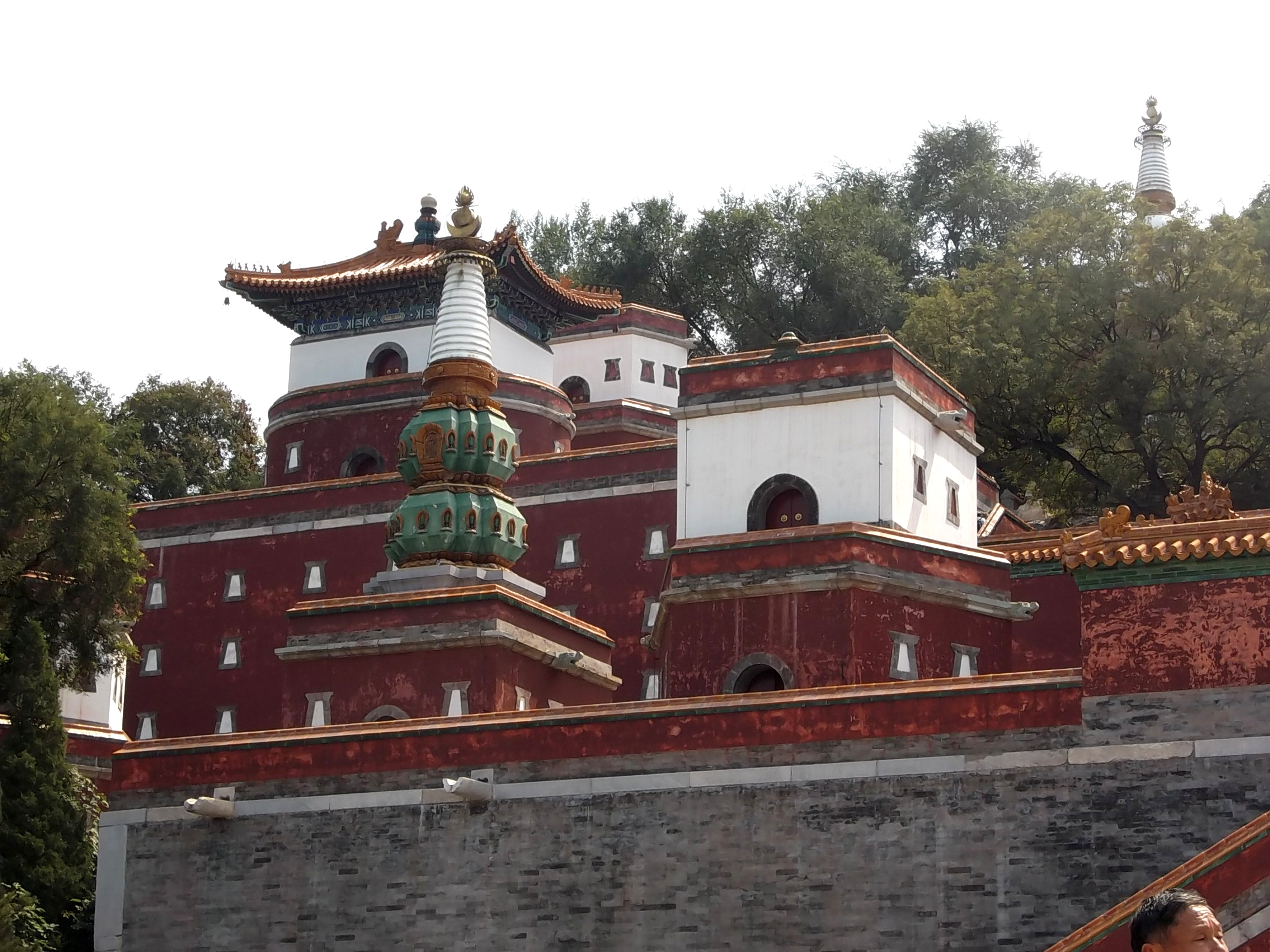
Terrassa del Complex de les Quatre Grans Regions

El Complex de les Quatre Grans Regions, al Palau d'Estiu, simbolitza aquest mateix Mont Sumeru, dividit en 4 grans continents i al mateix temps en 8 continents més petits.
Des dels peus del turó, es poden observar 3 torres que s'alcen per darrere del Saló de la Confirmació de la Doctrina de Budha, les quals simbolitzen els tres continents que envolten el Mont Sumeru, inaccessible als mortals. La torre central és la representació del continent del nord, al pol oposat del continent dels mortals. Les torres laterals, per la seva banda, representen els altres dos continents. Per acabar, paradoxalment emplaçada al nord, una altra torre simbolitza el continent del sud, la qual ha hagut d'estar reconstruïda i actualment constitueix la porta davant del Saló de la Confirmació de la Doctrina de Budha. Per acabar, dues torres més allunyades simbolitzen el sol —a l'est, on neix el sol— i la lluna —a l'oest.
L'axis central del complex es troba flanquejat per 4 terrasses, dos a cada banda, cadascuna de les quals compta amb un stupa i 2 torres. En total, trobem 4 stupas de diferents colors decorats amb pètals de lotus grocs, els quals simbolitzen les 4 savieses en el budisme tibetà. Les torres, per la seva banda, simbolitzen els subcontinents emplaçats als quatre grans continents del Mont Sumeru.

#### Saló de la Confirmació de la Doctrina de Budha
Tot seguit, baixant una escala, accedim al Saló de la Confirmació de la Doctrina de Budha (Xiangyan Zongyin Zhi Ge), el qual es troba precedit d'una plaça. En origen, aquest saló comptava amb 3 plantes, però quan Cixi el va restaurar va optar per la construcció d'un saló d'una única planta. Al seu interior trobem 3 escultures de les tres edats de Budha.
Als murs laterals trobem els arhats, als quals Budha va ensenyar el seu principal coneixement abans d'arribar al nirvana. Aquests van decidir quedar-se a la terra i ajudar a la resta d'homes fins a l'aparició del nou Budha. Als peus del turó trobem dos grans pilars de 3 metres d'alçada. En aquests es troben les inscripcions: "Vajra Sutra" i "Diamond Sutra".

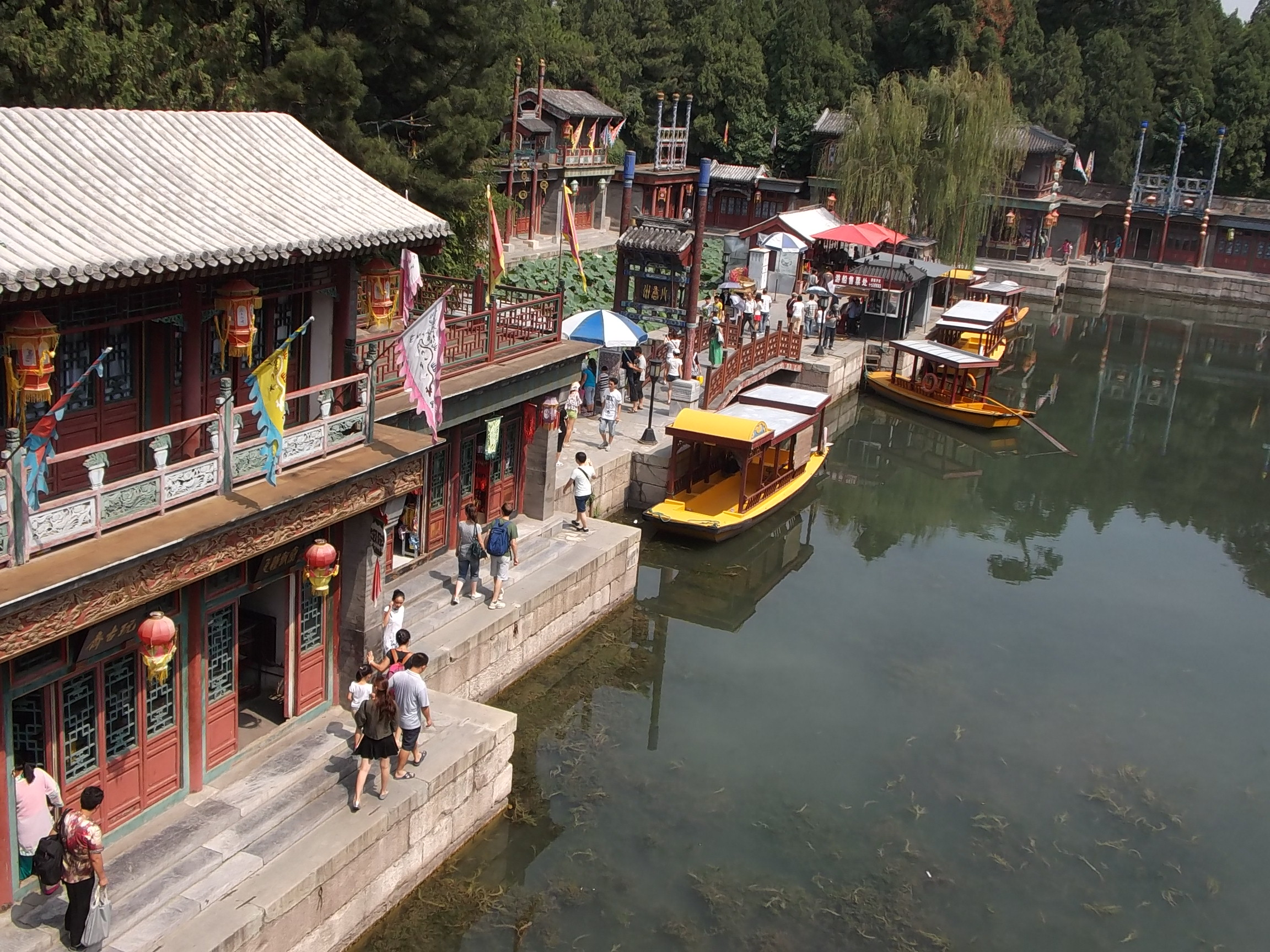
Carrer Suzhou al nord del Turó de la Longevitat

#### Carrer Suzhou
Prop de la porta nord del Palau d'Estiu, trobem el Carrer Suzhou (Suzhou Jie). Aquest es tracta d'un carrer comercial, afegit al palau per part de l'emperador Qianlong, qui va voler traslladar el comerç del riu Yangtze al seu propi jardí, on es podria comprar des dels vaixells, quelcom habitual al sud de la Xina a causa de les condicions climàtiques, però que per a l'emperador del nord esdevenia una idea innovadora i exòtica.
Així doncs, trobem un seguit de botigues envoltant el canal on nombroses barques navegaven de botiga en botiga. Aquest va esdevenir un gran passatemps per als membres de la cort. Podem dir, per tant, que el carrer complia dos propòsits: en primer lloc satisfeia el gust de l'emperador per allò exòtic, i en segon lloc oferia als membres de la cort la possibilitat d'entretenir-se. I és que aquest no constituïa un mercat real, sinó que fins i tot els mateixos venedors eren cortesans.
Mentre que els cortesans de menor nivell assumien el rol de venedors, aquells d'un rang més elevat actuaven com a viatgers i clients. L'escena era tan real que fins i tot es trobaven captaires i carteristes, tots ells en realitat cortesans. Aquest mesura 300 metres de llargada i, tot i que avui dia no es pot comprar des de les barques com en origen, encara conté més de 50 botigues, restaurants, cases de té i antiquaris.
Així com d'altres espais al Palau d'Estiu, el Carrer Suzhou fou cremat als atacs del 1860, i mentre que d'altres indrets van ser restaurats per l'emperadriu ràpidament, el que ens ocupa no es va renovar fins a la dècada del 1990.

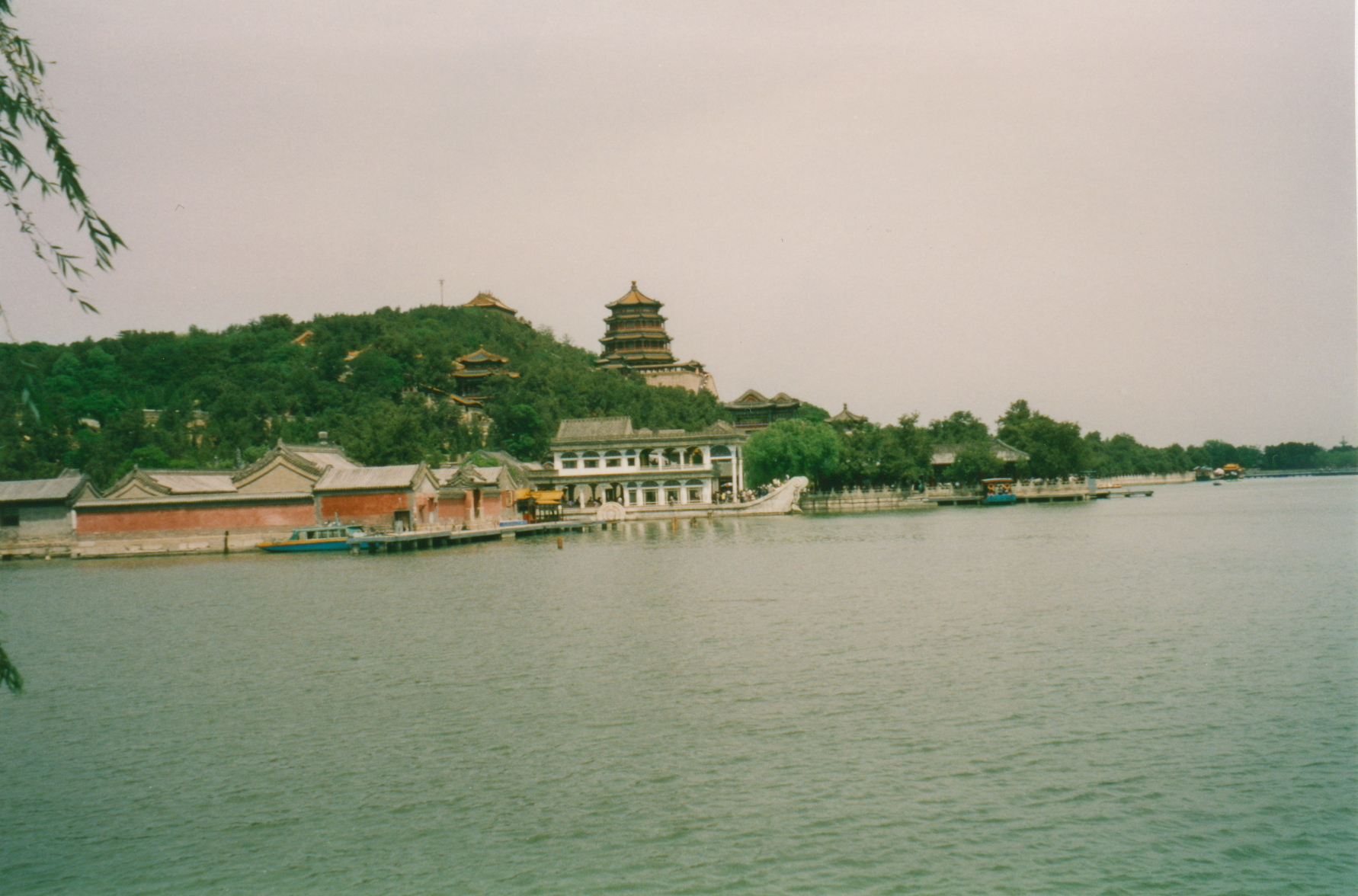
Vista del Llac Kunming al Palau d'Estiu

### Llac Kunming
Ens traslladem ara al Llac Kunming, situat a uns 4 kilòmetres del carrer que tot just hem comentat. La riba oest del llac fou en origen concebuda per l'emperador Qianlong com a la zona més tranquil·la del Palau d'Estiu. En aquesta, el governador va demanar que les construccions no es trobessin emplaçades gaire junts entre elles, donat que la distància entre edificis havia d'ajudar a la relaxació i la meditació. La zona oest del llac Kunming no era doncs una de les zones més concorregudes i visitades del palau, en aquesta mai s'haurien pogut realitzar festes ni grans reunions, però esdevenia una part indispensable per a l'emperador.

#### Pont que divideix el llac

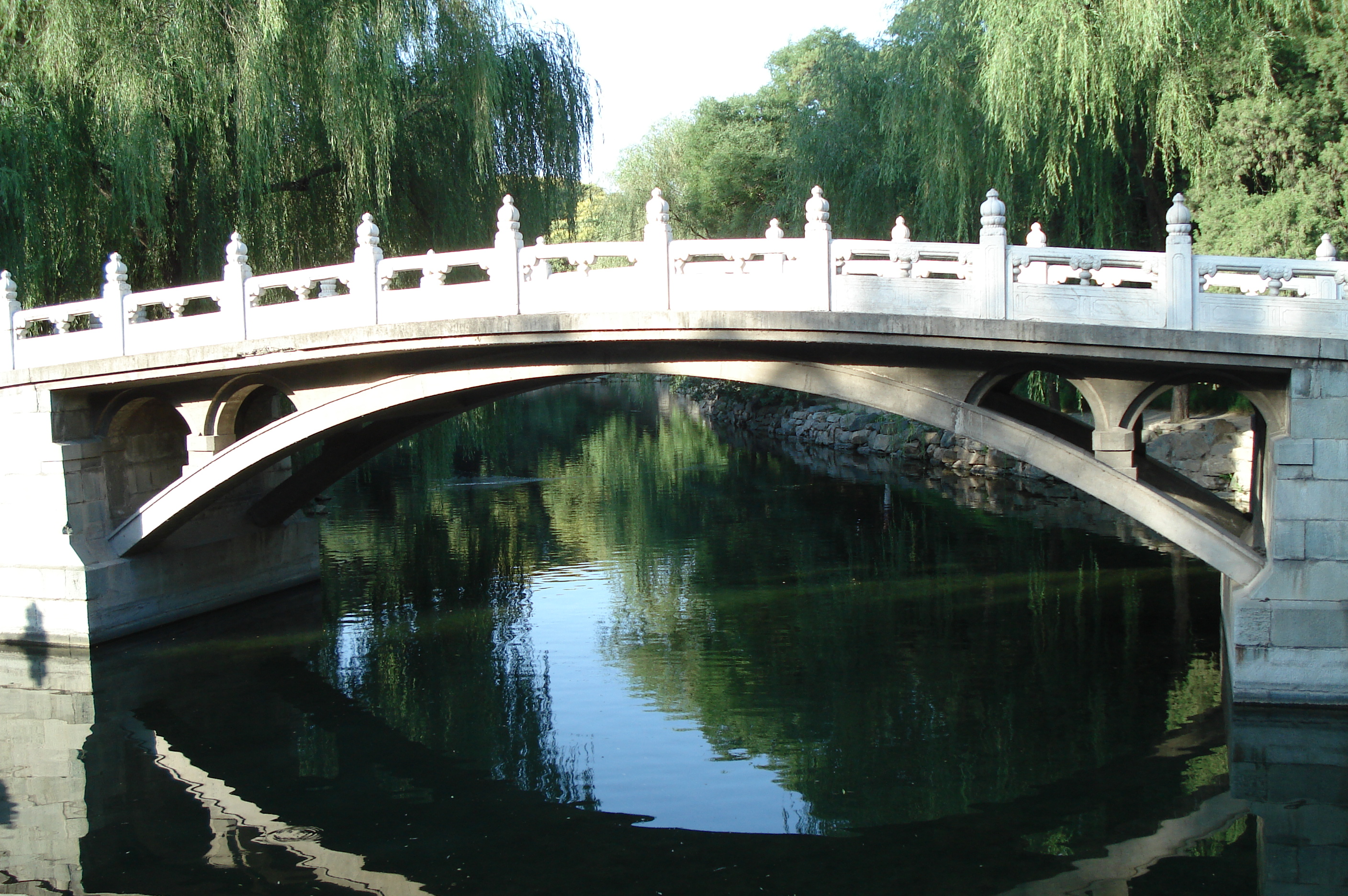
Pont que divideix el llac

Al nord del Vaixell de Marbre hi ha el Pont que divideix el llac (Jiehu Qiao), avui dia un pont simple, modest i petit que divideix la part interior del llac de l'exterior. Ara bé, en un origen, aquest va recollir també un pavelló, el qual fou destruir el 1860. En creuar-lo et trobes a la riba oest del llac, on s'inicia la calatjada oest, la qual es troba dotada de nombrosos ponts, cadascun d'ells d'un estil arquitectònic diferent. Les vistes des d'aquest mostren nombrosos salzes i presseguers que es reflecteixen sobre l'aigua, dissenyats per a imitar els paisatges idíl·lics del sud de la Xina.

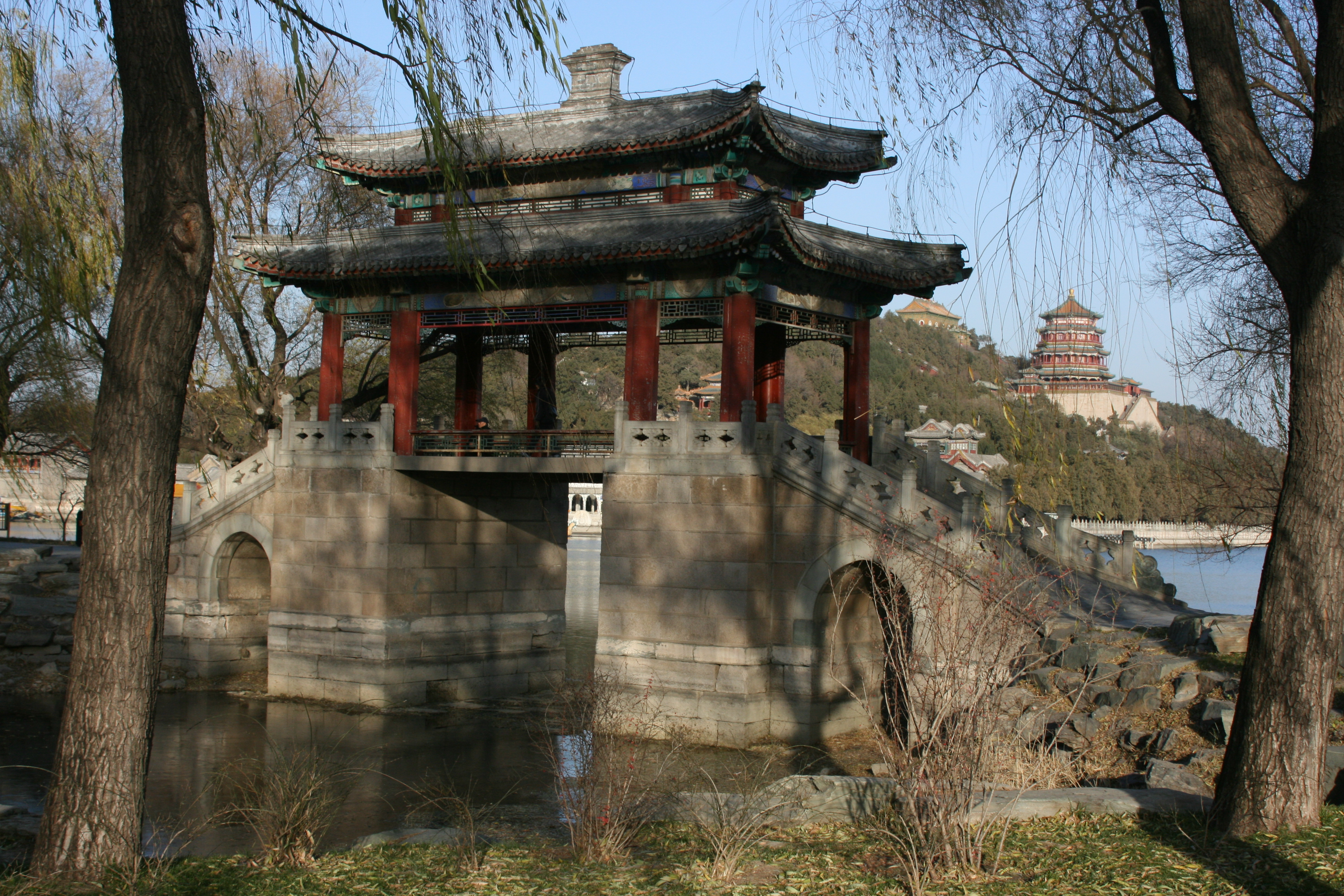
Pont dels Poemes Pastorals

#### Pont dels Poemes Pastorals
Tot seguit avancem per la riba fins al Pont dels Poemes Pastorals (Binfeng Qiao), un dels més prominents del Llac Kunming.

#### Zona escènica d'imatges de l'agricultura i el teixit
També la Zona escènica d'imatges de l'agricultura i el teixit, un espai de pau i tranquil·litat. Aquest fou construït per l'emperador Qianlong amb la voluntat de capturar l'estil de vida de la població del riu Yangtze. El complex cobria quatre hectàrees i es conformava de diverses construccions, totes elles emprades en les tasques diàries d'una casa pagesa. Aquest fou, però, destruït al 1860.
Després de la caiguda de la dinastia Qing al 1912, l'àrea va ser separada del territori oficial del Palau d'Estiu i transformada en una fàbrica. Fou posteriorment durant les gran restauracions del palau del 1990 que aquesta zona es va tornar a crear i es va obrir finalment al públic al 2004. Dins d'aquest trobem:

##### Pont a primera línia del mar
Es tracta d'un exemple de l'arquitectura única de les ribes del riu Yangtze.

##### Estudi del Mar de Jade

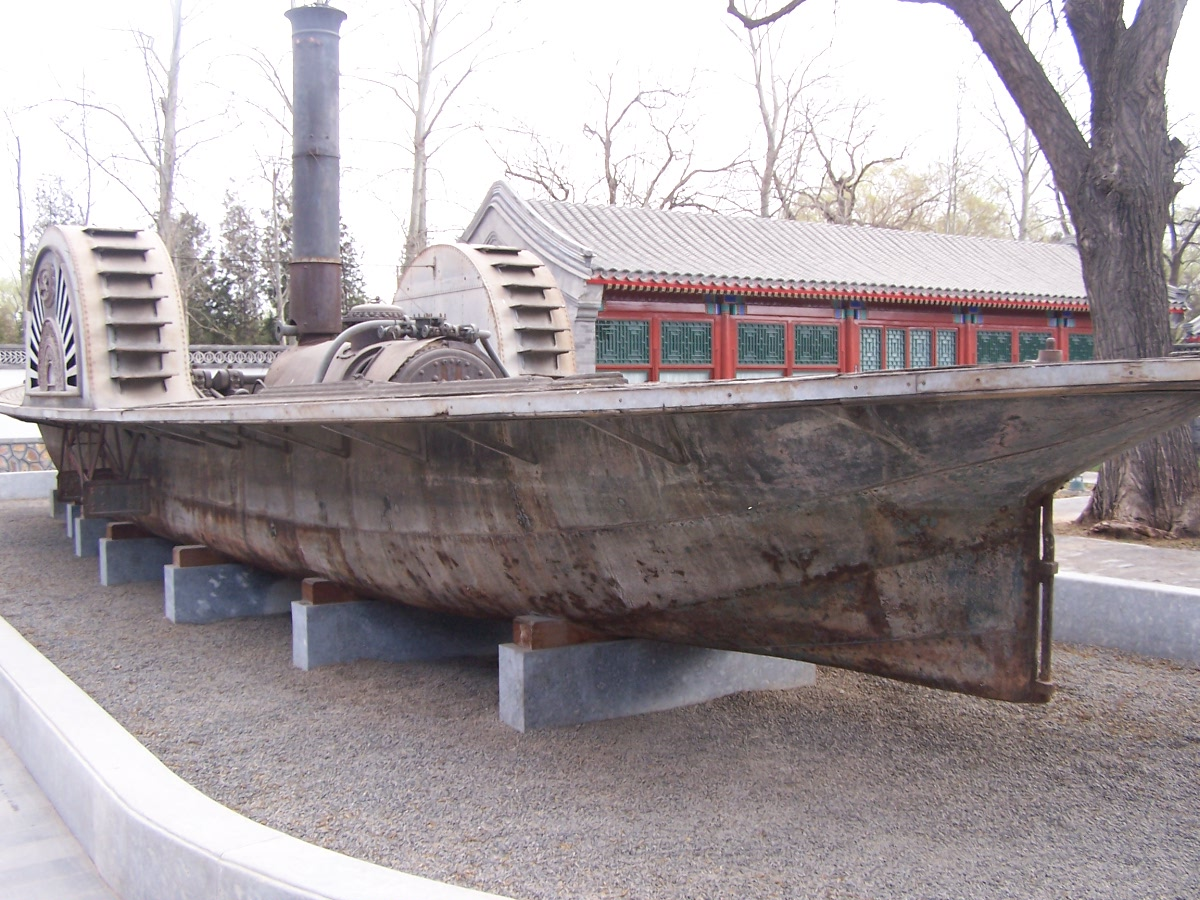
Vaixell Pau Eterna a l'exterior de l'Estudi del Mar de Jade

Qianlong va ordenar la plantació de vegetals en aquest estudi per tal d'expressar el seu respecte per l'agricultura. Amb la creació d'un jardí-hort imperial, l'emperador pretenia recordar-se a si mateix i als seus cortesans la importància crucial de l'agricultura per a l'estat Xinès. D'altra banda, l'estudi que tractem va funcionar com un espai d'entreteniment, on els cortesans arribaven amb vaixells i passaven estones realitzant diverses activitats vinculades a l'agricultura.
Durant el regnat de Cixi, l'emperadriu va emprar aquest espai com a excusa per a renovar tot el palau. Tenint present el cost que la restauració del palau suposaria, l'emperadriu va afirmar que els fons serien destinats a la defensa de la nació; així doncs, va transformar aquest estudi en una acadèmia marina, la primera de la història de la Xina. Cixi va aconseguir convèncer a tothom de la necessitat d'una acadèmia d'aquest estil, la qual es va finalitzar el 1886, i que ja en la seva cerimònia inaugural va reclutar 36 estudiants.
Al jardí d'aquest podem trobar un dels primers vaixells navals de la Xina. Portat del Japó, l'emperadriu el va anomenar Pau Eterna, i fou dissenyat amb un estètic disseny i decoracions gravades en fusta. El vaixell va ser emprat pels estudiants de l'acadèmia i fins i tot va ser utilitzat com al vaixell imperial.

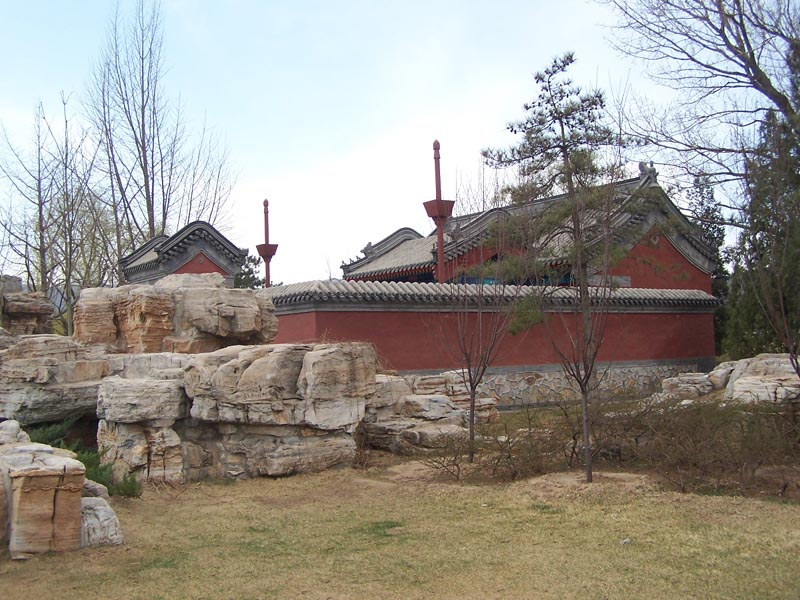
Temple de la Deessa dels Cucs de Seda al Palau d'Estiu

##### Temple de la Deessa dels Cucs de Seda
L'emperador Qianlong va decidir portar el viver imperial de cucs de seda al Palau d'Estiu, el qual se situava fins aleshores als Jardins de la Perfecta Lluentor. Per tal d'assegurar la bona producció de seda, calia la construcció d'un temple adient que protegís als cucs de seda de les forces de la natura.

##### Saló de l'Àmplia Bona Vista
Construït a la riba del riu hi ha el Saló de l'Àmplia Bona Vista (Changguan Tang), amb passarel·les cobertes a banda i banda on s'exhibien imatges vinculades a l'agricultura i a l'art tèxtil. Per als emperadors i els alts càrrecs de la Xina, aquestes imatges eren una manera de convèncer a la població de la necessitat i la importància del treball.
Al 1769, Qianlong va reunir un seguir de 45 imatges pintades pel famós Cheng Qi, a les quals va afegir correccions pròpies abans de gravar-les sobre pedra. Fou un treball de 3 anys al final dels quals es va realitzar una gran festa.

##### Saló de la Claredat i la Frescor
Construït el 1750, fou posteriorment cremat el 1860 per les forces franceses i britàniques. Posteriorment, al 2003, el saló fou reconstruït i avui dia presenta algunes rèpliques dels relleus de l'emperador.

### Riba oest del llac Kunming

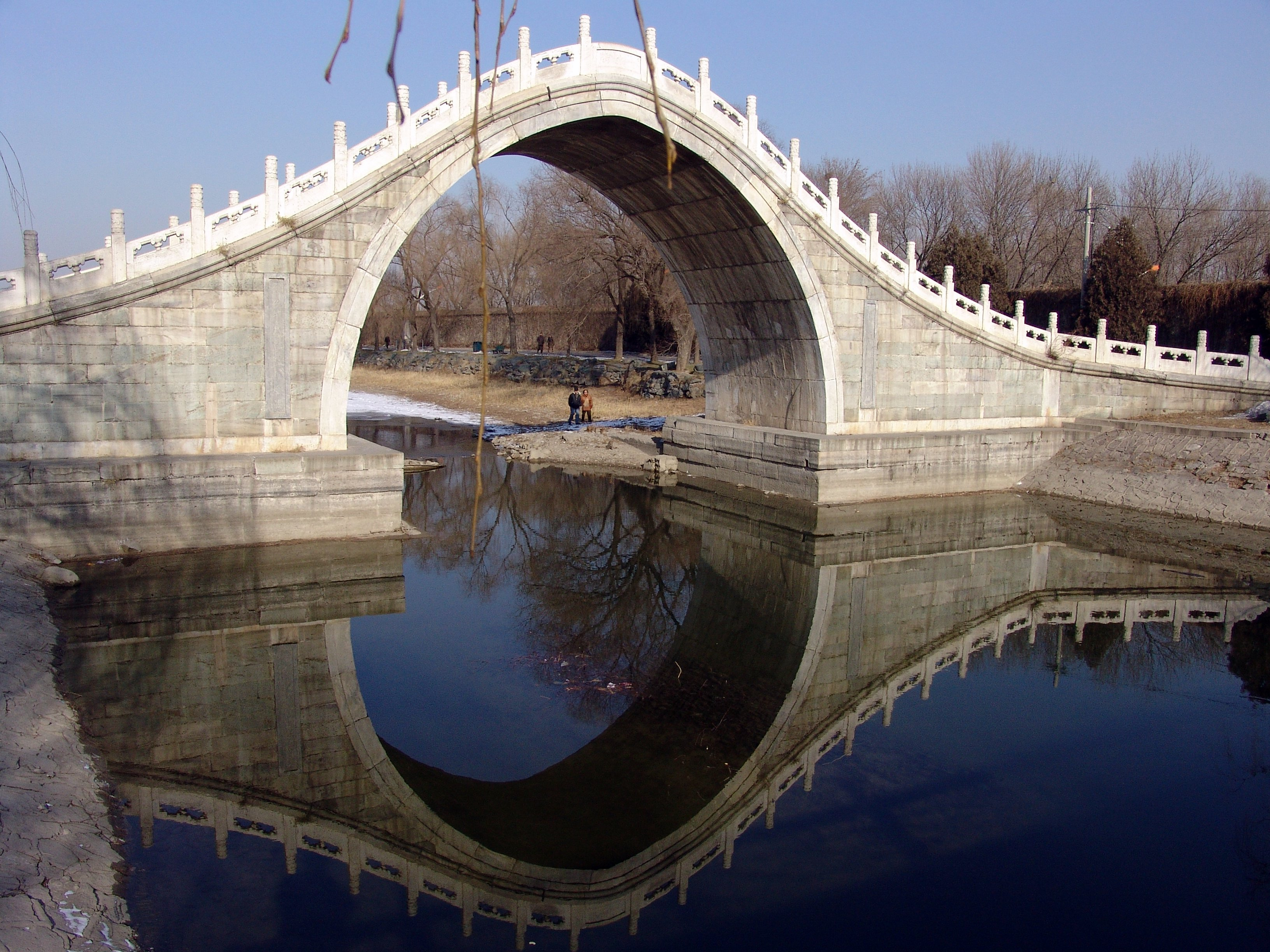
Pont Cinturó de Jade

#### Cinturó de Jade
Tornant a la riba oest, trobem l'alt i estret pont conegut com a Cinturó de Jade (Yudai Qiao.) També conegut com al Pont Camell, degut a la seva forma similar a l'esquena d'un camell. Es tracta del pont més conegut de la riba oest del llac Kunming. Construït entre el 1751 i el 1764, durant el regnat de Qianlong, seguint l'estil dels ponts delicats del sud del país, està fet de marbre i pedra blanca. Aquest, a més, es troba decorat amb relleus i la seva gran obertura fou dissenyada amb la voluntat de poder acollir el vaixell amb forma de drac de l'emperador Qianlong.

#### Torre del Mirall del Govern
Avançant al llac, trobem una petita illa a la qual sols es pot accedir amb vaixell. En aquesta observem la Torre del Mirall del Govern, la qual es troba avui dia en runes. Es diu que l'emperador Qianlong desava en aquestes el seu armament, fet que encara avui dia es desconeix. Posteriorment, aquesta torre es va convertir en una presó i finalment, durant el regnat de Cixi aquesta va recollir una presó imperial secreta per a eunucs amb mala conducta o enemics de l'emperadriu.

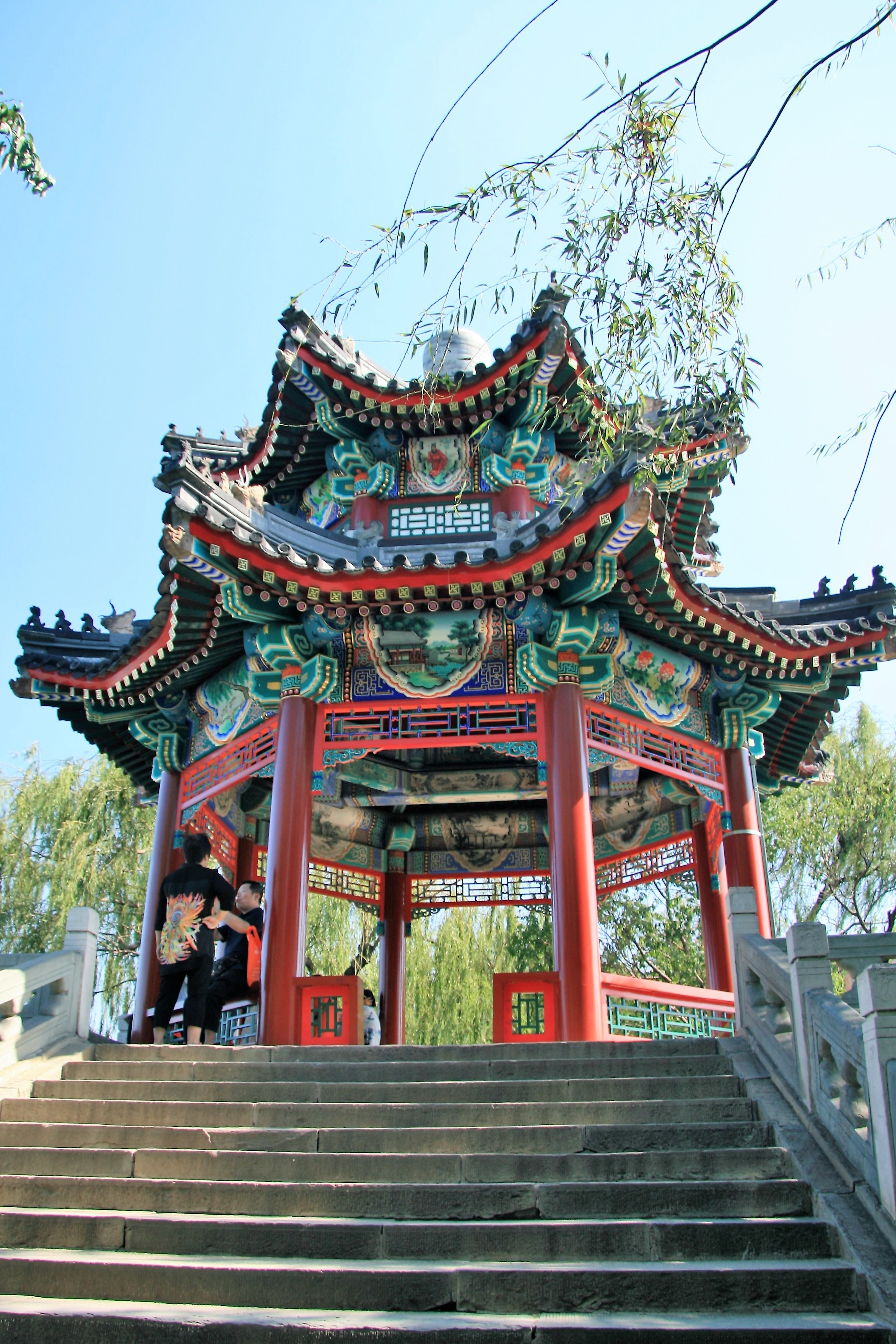
Pont del Mirall

#### Pont del Mirall
Al costat d'aquesta, trobem el conegut com a Pont del Mirall (Jing Qiao), anomenat així arrel d'un poema escrit pel famós poeta xinès Li Bai al s.VIII. “Un mirall brillant entre dues aigües, un arc de sant martí cau entre dos ponts”. Parlem de l'expressió metafòrica de la bellesa superior, vers que també ha donat nom a d'altres indrets rellevants a la Xina.

#### Pont de Seda
Tot seguit observem el Pont de Seda (Lian Qiao), que condueix a tres pavellons, anomenats en conjunt Els Pavellons dels Paisatges Lluminosos. Aquests constituïen un espai idíl·lic per a la relaxació i per a la poesia.
Ara bé, durant els fets del 1860 foren destruïts com la major part del conjunt, i a finals del s.XIX es va discutir sobre si havien o no de ser reconstruïts. El problema principal que impedia la seva reconstrucció era la presència de fang al llit del riu, el qual havia provocat l'esfondrament dels ciments dels edificis. Finalment, aquests es van trobar i es va poder restaurar el conjunt al 1992.

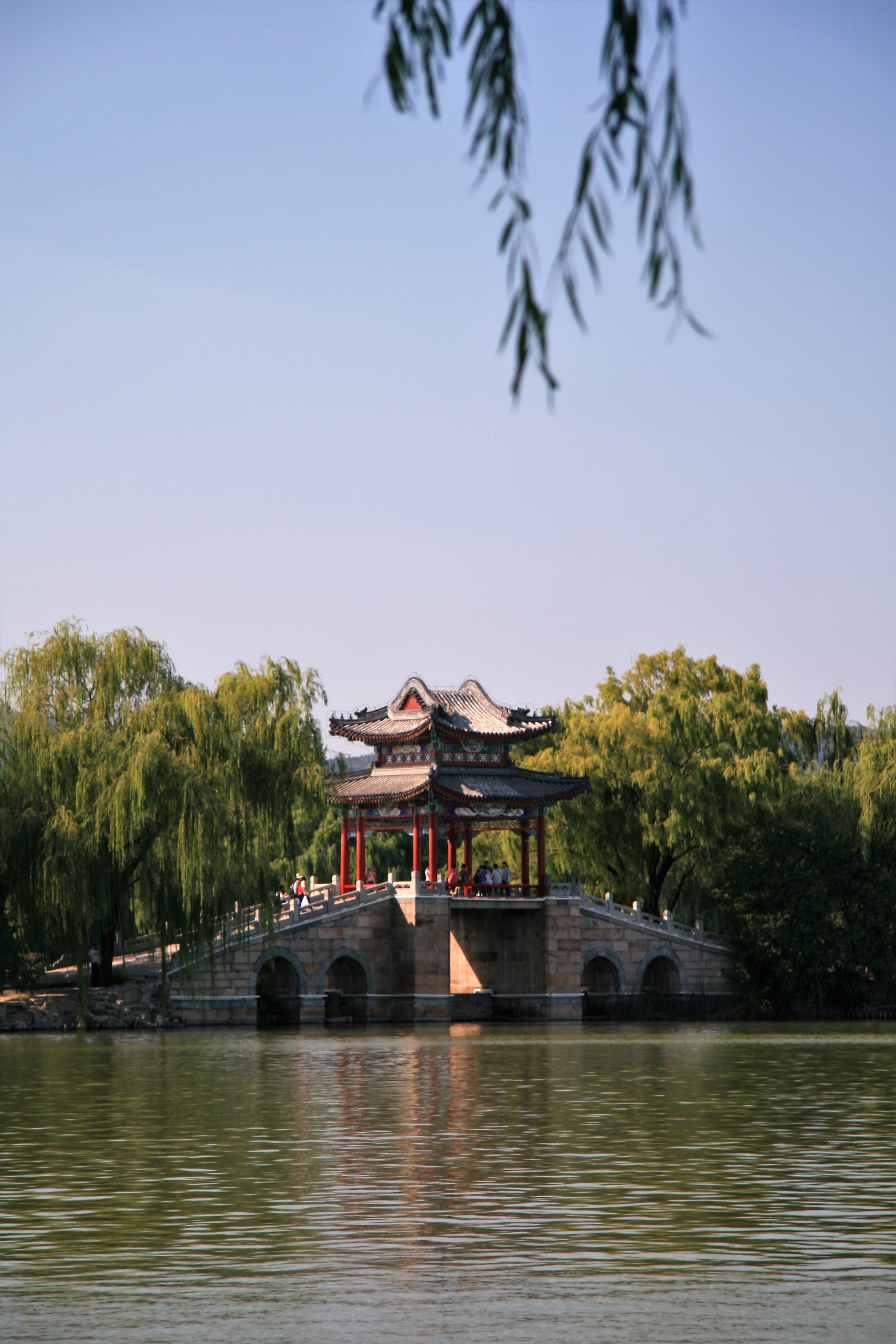
Pont dels Salzes

#### Pont dels Salzes
Tot seguit avancem al cap al Pont dels Salzes (Liu Qiao), també anomenat així arrel d'un poema, de Du Fu en aquest cas. La vista des del pont és similar a la descrita al següent fragment: “El dia està bé i aquí arriben els aments dels salzes al pont dels salzes”, el qual descriu un moment agradable on el vent mou els aments dels salzes fins al pont.

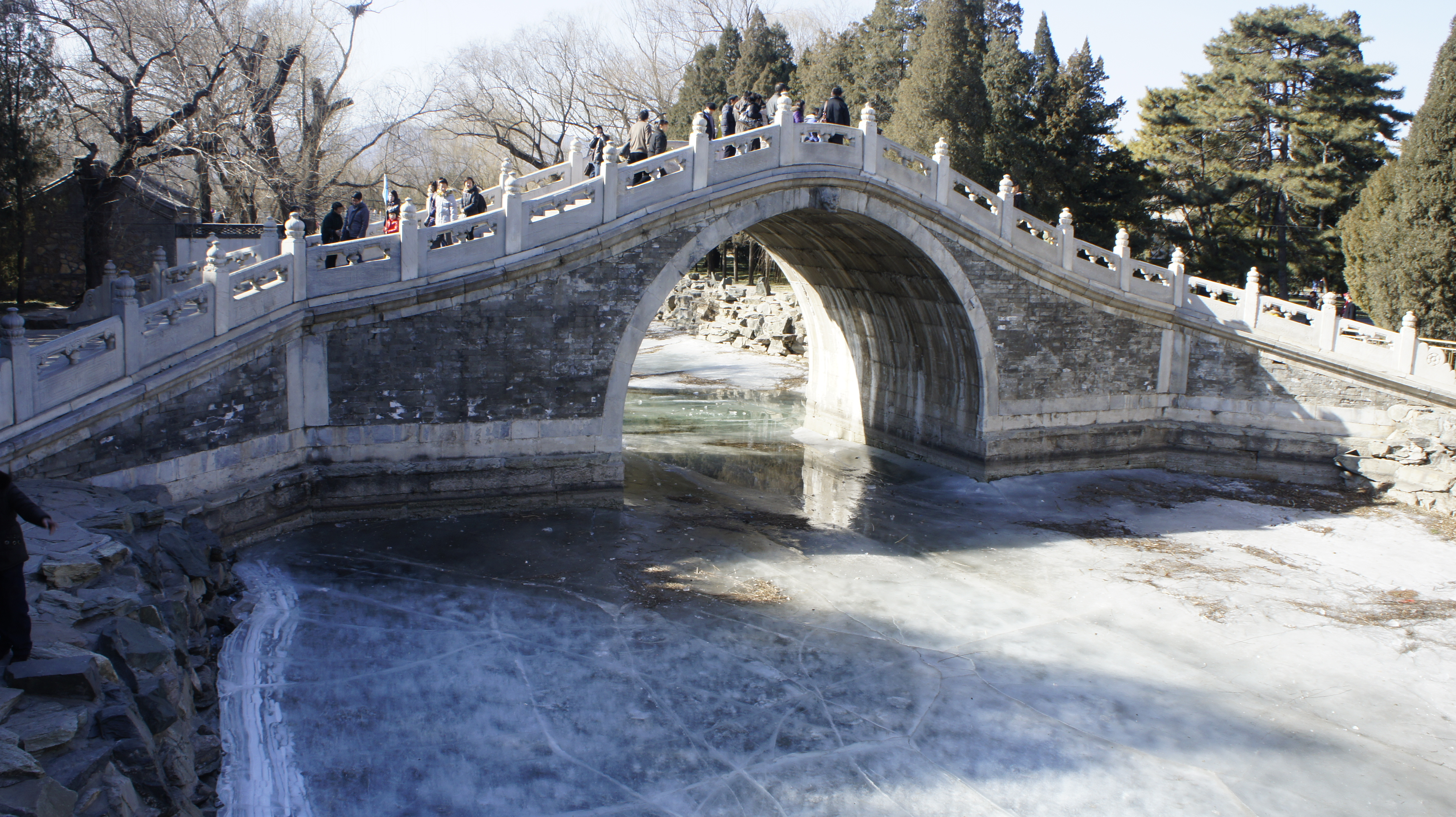
Pont Ondulat

#### Pont Ondulat
Una mica més allunyat trobem el Pont Ondulat, també conegut com a Pont Xiuyi. Aquest es troba creuant el riu que flueix fora del llac Kunming i condueix a la riba est del mateix.

### Retorn a la riba est del llac Kunming

#### Pavelló espaiós

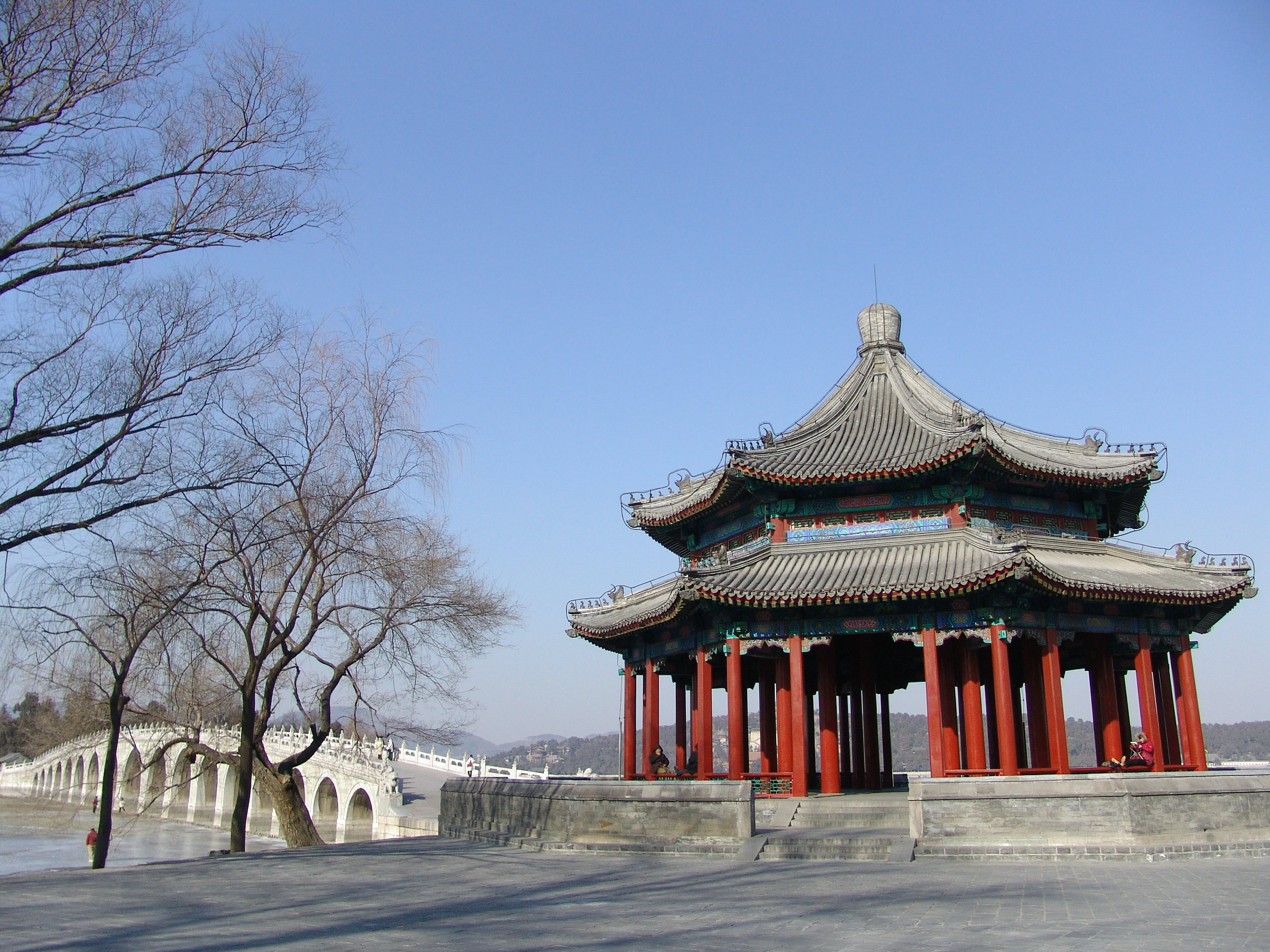
Pavelló espaiós

En primer lloc trobem el Pavelló espaiós (Kuoru Ting), conegut com al més gran del Palau d'Estiu. Consta de 40 columnes que formen 3 cercles al seu voltant. Cobreix 130 metres quadrats i amb l'efecte afegit de les columnes sembla diferent a la resta dels existents a la Xina. Segons la llegenda, els governants Manxu de la dinastia Qing, van ordenar la seva construcció seguint l'estètica d'una tenda tradicional Manxu.

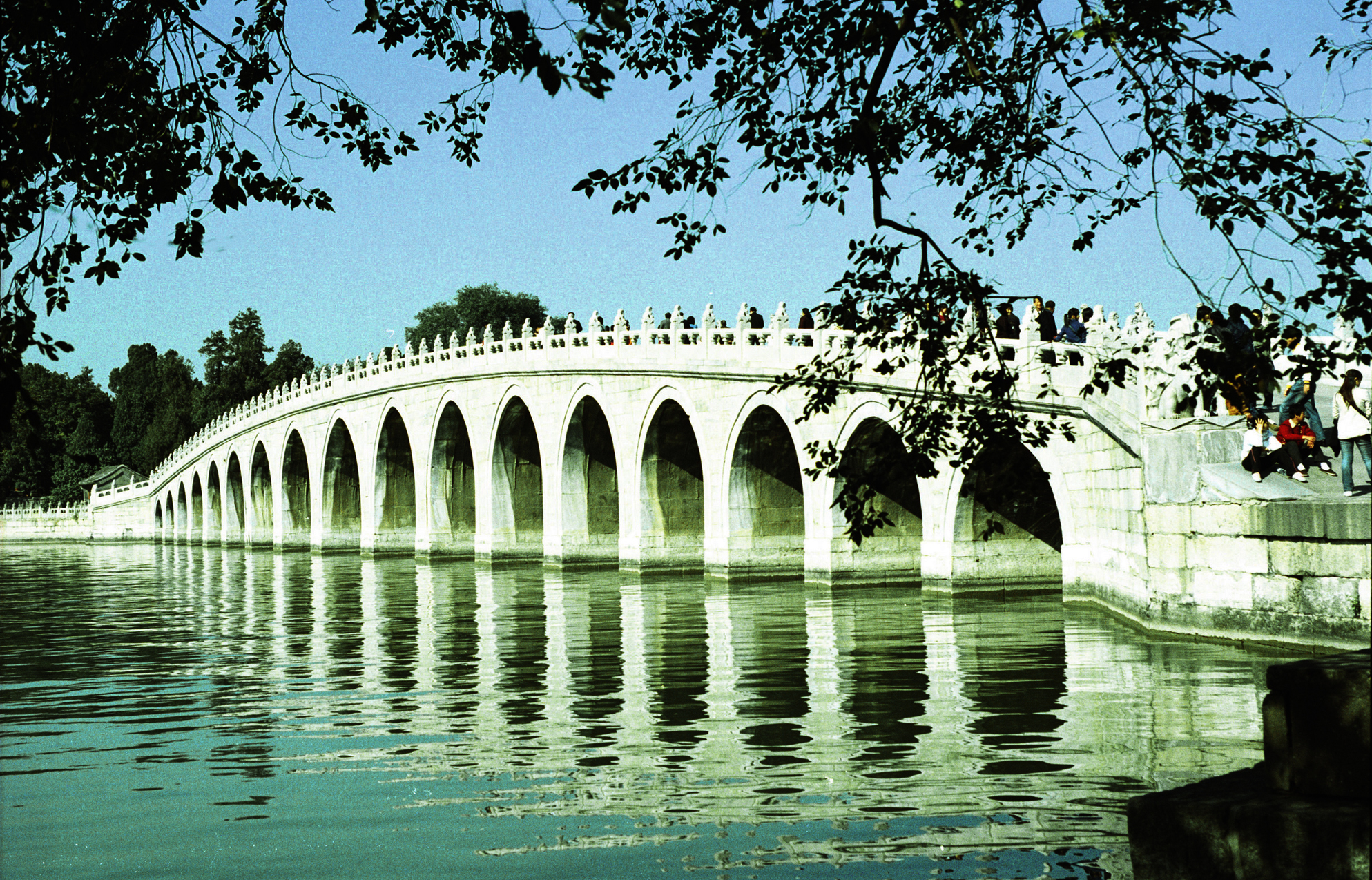
Pont dels 17 Arcs al Palau d'Estiu

#### Pont dels 17 Arcs
Tot seguit observem el Pont dels 17 Arcs (Shiqi Kong Qiao), que condueix a l'illa del sud del llac, també coneguda com a illa Nanhu. Parlem d'un espai molt popular del palau, sovint entès com un altre dels símbols distintius del mateix.
La seva construcció data dels orígens del Palau d'Estiu al s.XVIII i fou construït per a imitar al pont més famós de Beijing; el pont de Marco Polo. El Pont dels 17 Arcs mesura 150 metres de llargada i es troba decorat amb 544 escultures de lleons. Com el nom indica, compta amb 17 arcs que condueixen des de la riba del llac fins a l'illa de Nanhu.
Es diu que els arcs ajuden a trobar la felicitat eterna. Segons la llegenda, l'emperador Qianlong tenia preferència pel número 9, considerat el número de la sort a la Xina. D'aquesta manera, trobem que des de l'arc central, hi ha 8 arcs a cada banda. La idea era que el pont havia d'ajudar a repartir la felicitat eterna tant cap a l'est com cap a l'oest.

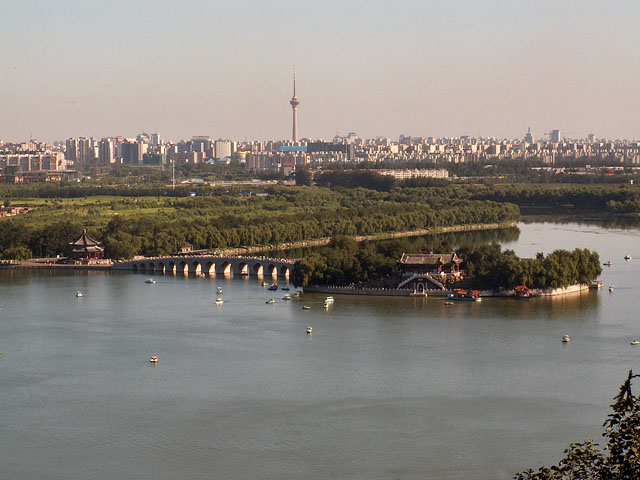
Vista de l'illa de Nanhu i del Pont dels 17 Arcs al llac Kunming

#### Illa de Nanhu
La illa a la que condueix el Pont dels 17 Arcs és l'illa de Nanhu. Durant el regnat de Qianlong, aquesta constituïa un espai festiu, destinat a acollir festes de tarda o de nit.
Durant el regnat de Cixi, però, l'ús de l'illa va canviar: va passar a emprar-se com a l'espai des d'on l'emperadriu observava els exercicis navals que tenien lloc al llac per part dels estudiants de l'acadèmia marina.

##### Temple de les Pluges Ocasionals i l'Estensa Hidratació
A l'interior de l'illa podem trobar el Temple de les Pluges Ocasionals i de l'Extensa Hidratació (Guangrun Lingyu Ci), anomenat en origen Temple del Rei Drac. En el moment de la construcció del palau, aquest es va transformar en un temple destinat a pregar als déus per que afavorís les pluges.

#### Brau de Bronze
Tot seguit observem el Brau de Bronze (Tongniu). Es considera responsable d'assegurar el nivell del llac per evitar que aquest es vesi. Data del regnat de Qianlong, al 1755. La idea era evitar que amb les pluges es pogues arribar a inundar la Ciutat Prohibida. Aquest servia com a indicatiu del nivell del llac gràcies a la seva posició, lleument superior a la del nivell del terra de la ciutat prohibida.

#### Torre Wenchang

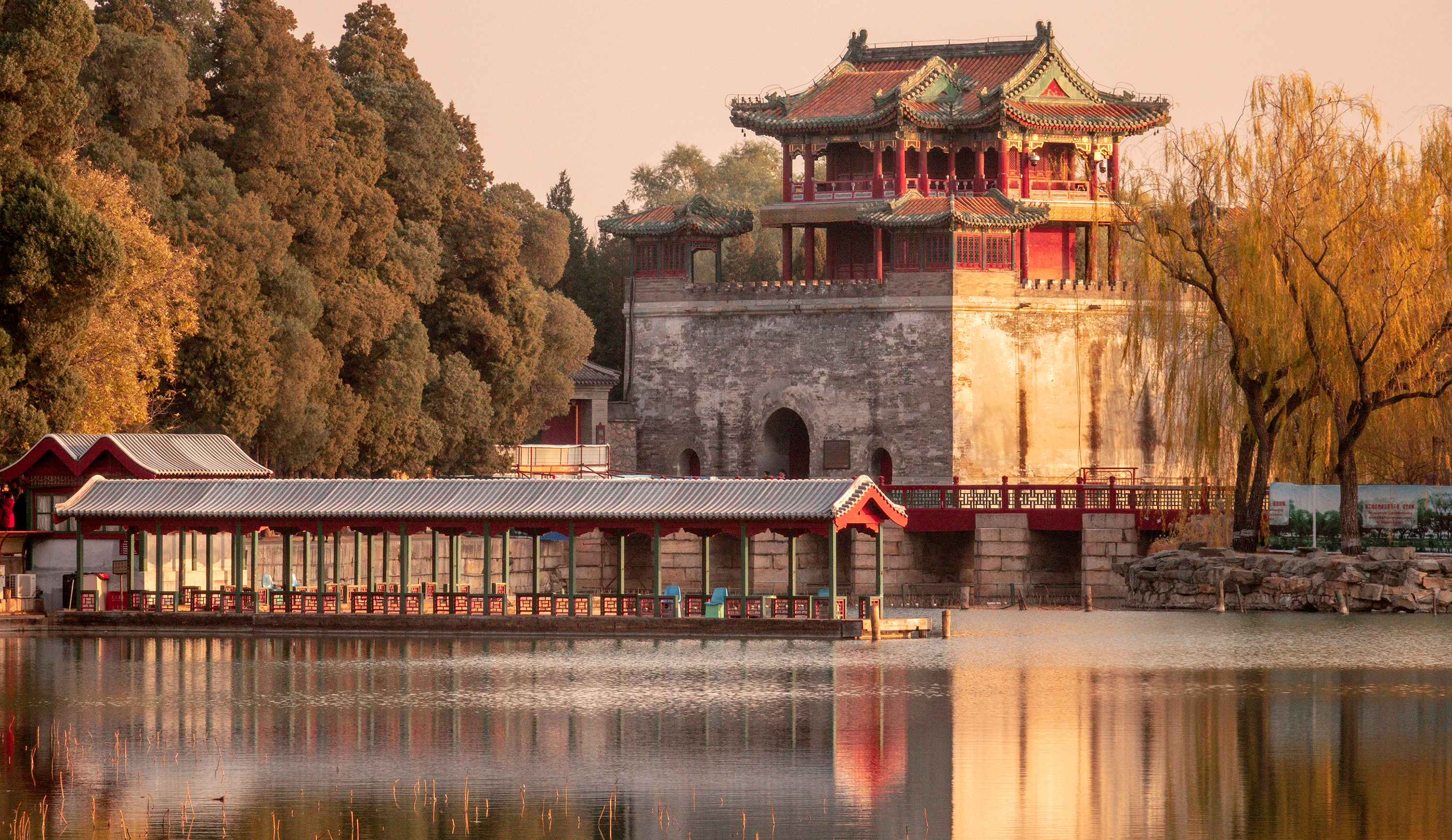
Torre i Galeria Wenchang

Més allunyada, s'alça la Torre Wenchang (Wenchang Ge), similar a una fortalesa, i també coneguda com a la Torre de la Prosperitat Literària. Trobem 6 torres similars al palau, d'entre les quals destaca aquesta a causa d'una llegenda vinculada a l'emperadriu Cixi.
L'emperadriu fou, segons el zodiac, nascuda durant l'any de l'ovella. D'aquesta manera, tot allò relacionat amb aquest animal era rellevant per a ella. Es diu que l'emperadriu va conèixer una ciutat anomenada Liulang, que en xinès vol dir ‘sis nois' o ‘sis llops', d'aquesta manera es va alarmar, pensant que els llops suposaven una amenaça directa cap a ella tenint present el seu zodiac. Considerant la situació propera d'aquesta amb la seva casa al Saló de la Felicitat i la Longevitat, va encarregar la construcció d'una torre de protecció construïda entre la seva casa i Liulang.

#### Galeria Wenchang
Just al costat de la torre, s'emplaça el complex homònim (Wenchang Yuan). Un conjunt de salons emprats en tant que galeria, donat que recull objectes diaris de la vida imperial com ara objectes de porcellana, jade, fusta, bronze, or, plata, etc.

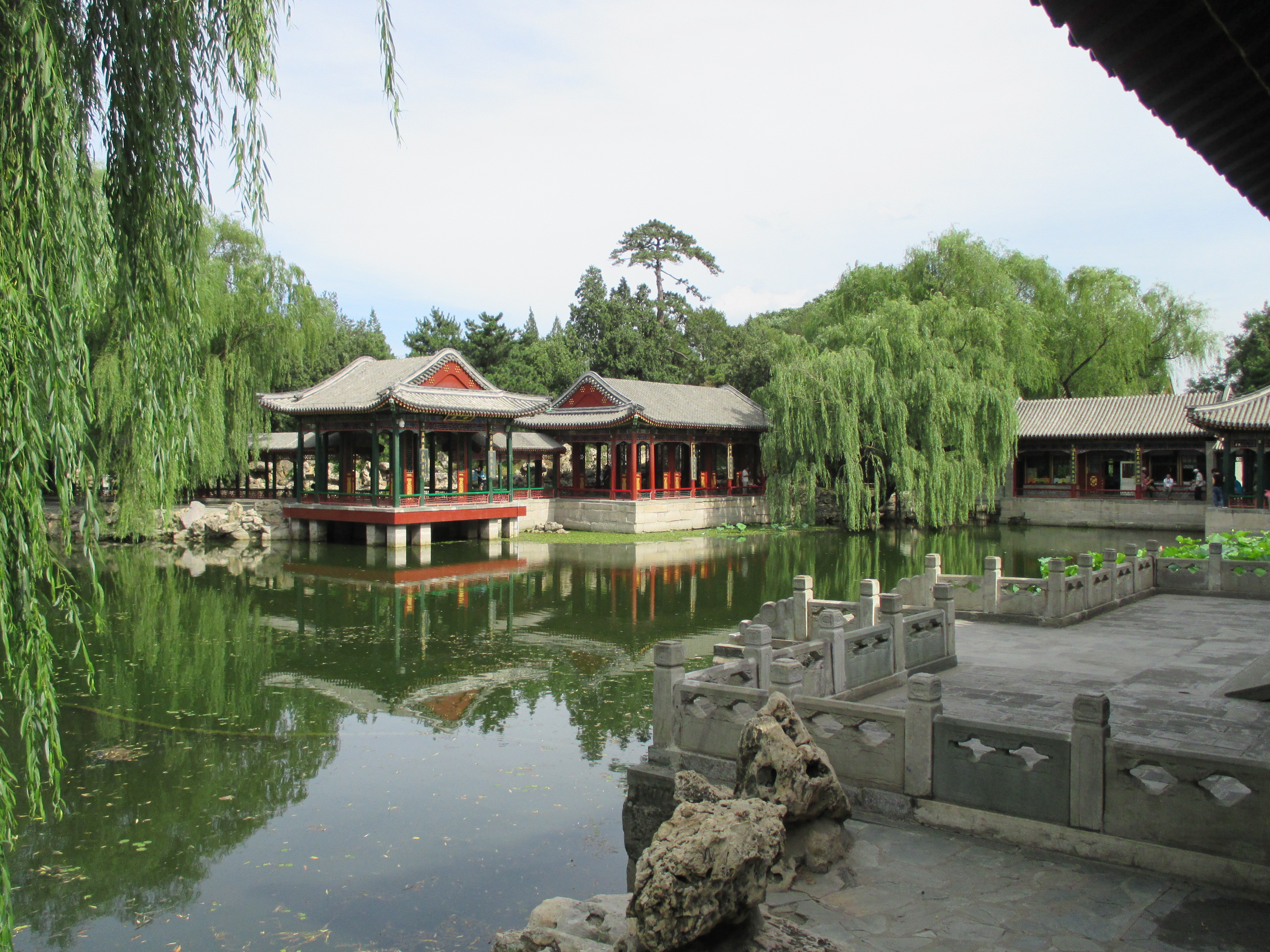
Jardí dels Plaers Harmoniosos

#### Jardí dels Plaers Harmoniosos
Avancem ara cap al Jardí dels Plaers Harmoniosos (Xiequ Yuan), un jardí aïllat a la zona nord-est del Palau d'Estiu. Parlem de nou d'un jardí inspirat en les formes pròpies dels paisatges de Yangtze.
El 1751, l'emperador Qianlong, que aleshores es trobava realitzant una expedició pel riu Yangtze, va visitar un jardí privat d'un funcionari de Wuxi. Aquest va impressionar fortament a l'emperador, qui va decidir recrear l'atmosfera i l'arquitectura d'aquest jardí al seu palau. Al jardí trobem un seguit d'estanys connectats a un llac situat a la zona nord del Turó de la Longevitat.

#### Saló de la Serenitat
Per acabar, avancem cap a la zona més aïllada del palau, la qual va esdevenir l'espai d'estudi dels emperadors i del seu seguici. En aquesta trobem el Saló de la Serenitat (Danning Tang), el qual construït en època de Qianlong i entés com a l'espai més privat del Palau d'Estiu, és rarament visitat pels turistes.

## El Palau d'Estiu avui dia
El Palau d'Estiu, dissenyat per al gaudi exclusiu de l'emperador i la seva família, és avui dia un lloc d'esbarjo per als més petits i visitants d'arreu del món.
El darrer emperador de la Xina, Pu Yi, va residir a la Ciutat Prohibida, de manera que en morir Cixi, el palau va quedar desocupat durant molts anys. A partir del 1914, el Departament de la Llar Imperial, responsable, entre altres coses, de tenir cura de l'emperador; va obrir el Palau d'Estiu per a visites públiques, amb un preu per entrada. Quan Reginald F. Johnston, tutor de Puyi, va ser nomenat gerent del Palau d'Estiu el 1924, va prendre mesures per restaurar alguns dels antics edificis antics. Després de la expulsió de Puyi de la capital, el govern va confiscar el Palau d'Estiu i el va convertir en un parc públic.
El preu inicial de l'entrada era el d'un dòlar de plata; el 20% dels ingressos del qual es van utilitzar taxes per al manteniment de carreteres. No obstant això, el seu emplaçament llunyà i el cost de l'entrada, van fer que la població rarament freqüentés el Palau d'Estiu, tot i que els turistes estrangers havien mostrat interès per visitar-lo.
Actualment el Palau d'Estiu està gestionat pel Centre d'Administració Municipal de Parcs de Beijing, que gestiona 11 parcs municipals, inclòs el Temple del Cel, que també és Patrimoni de la Humanitat. Com un dels llocs patrimonials més coneguts de Beijing i la Xina, el Palau d'Estiu acull anualment a un gran nombre de visitants tant residents a Beijing com turistes d'arreu del món.

## Galeria d'imatges

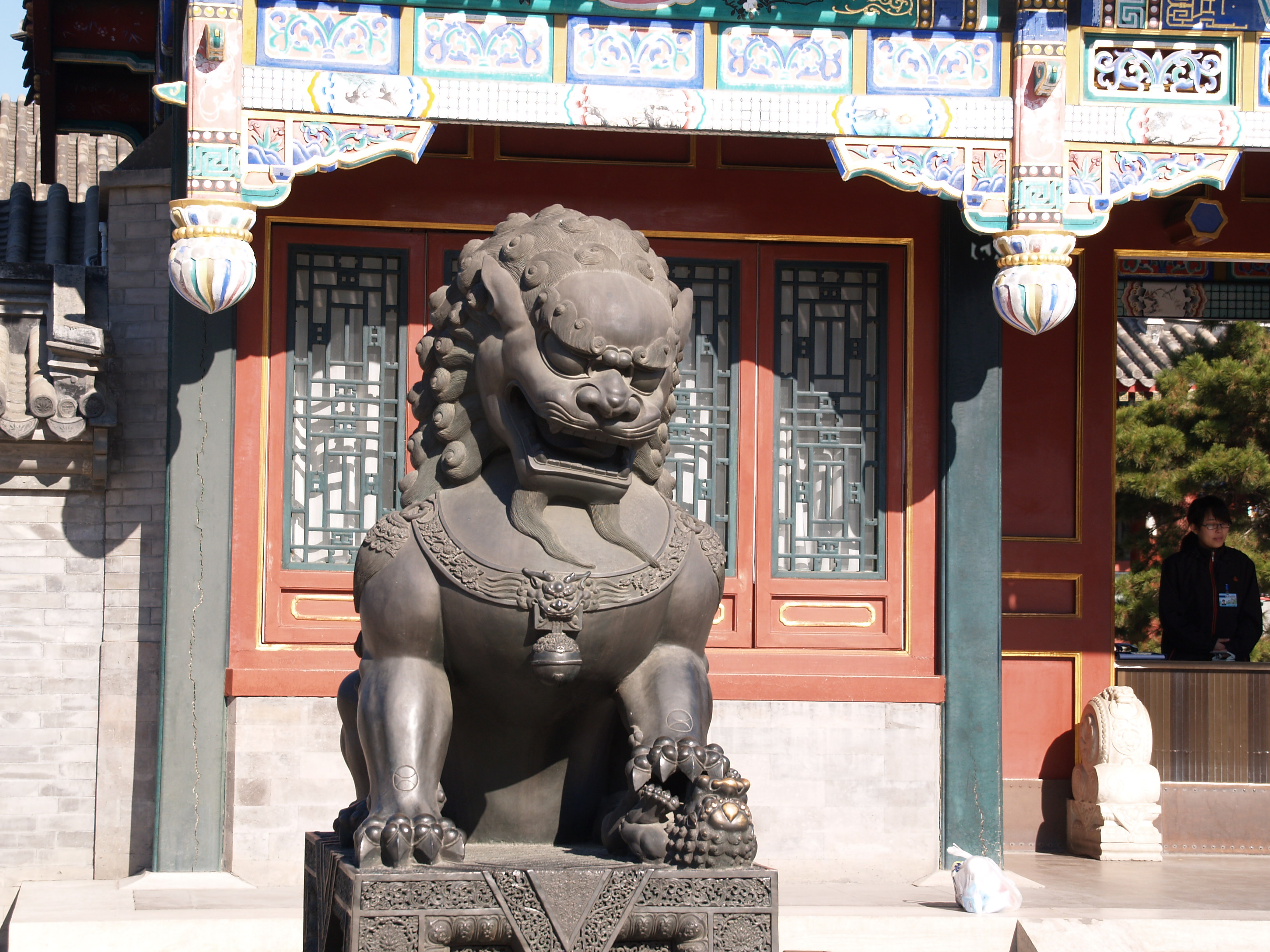
Lleona trepitjant un cadell a la porta est del Palau d'Estiu
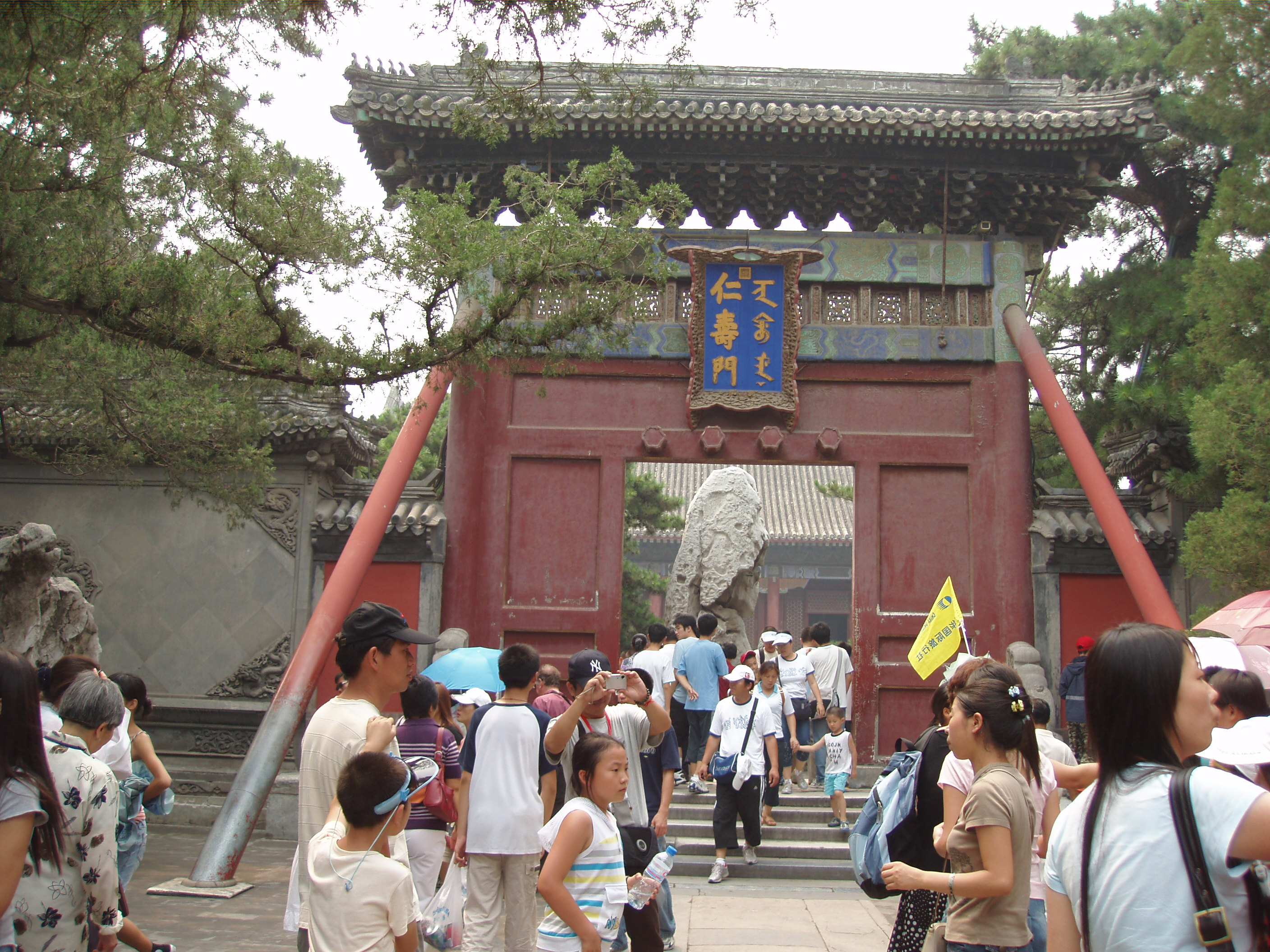
Porta de la benevolència
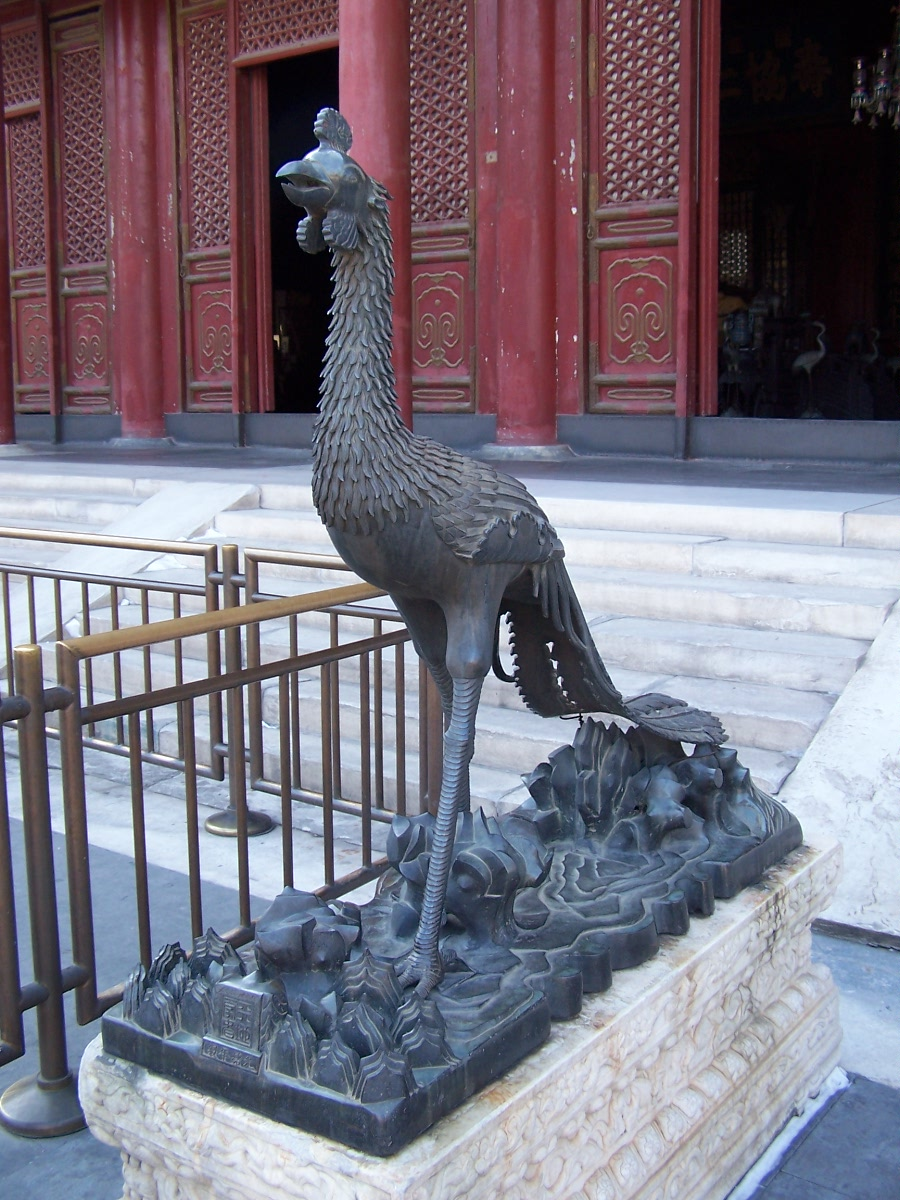
Representació de l'au fènix al pati de la benevolència i la longevitat
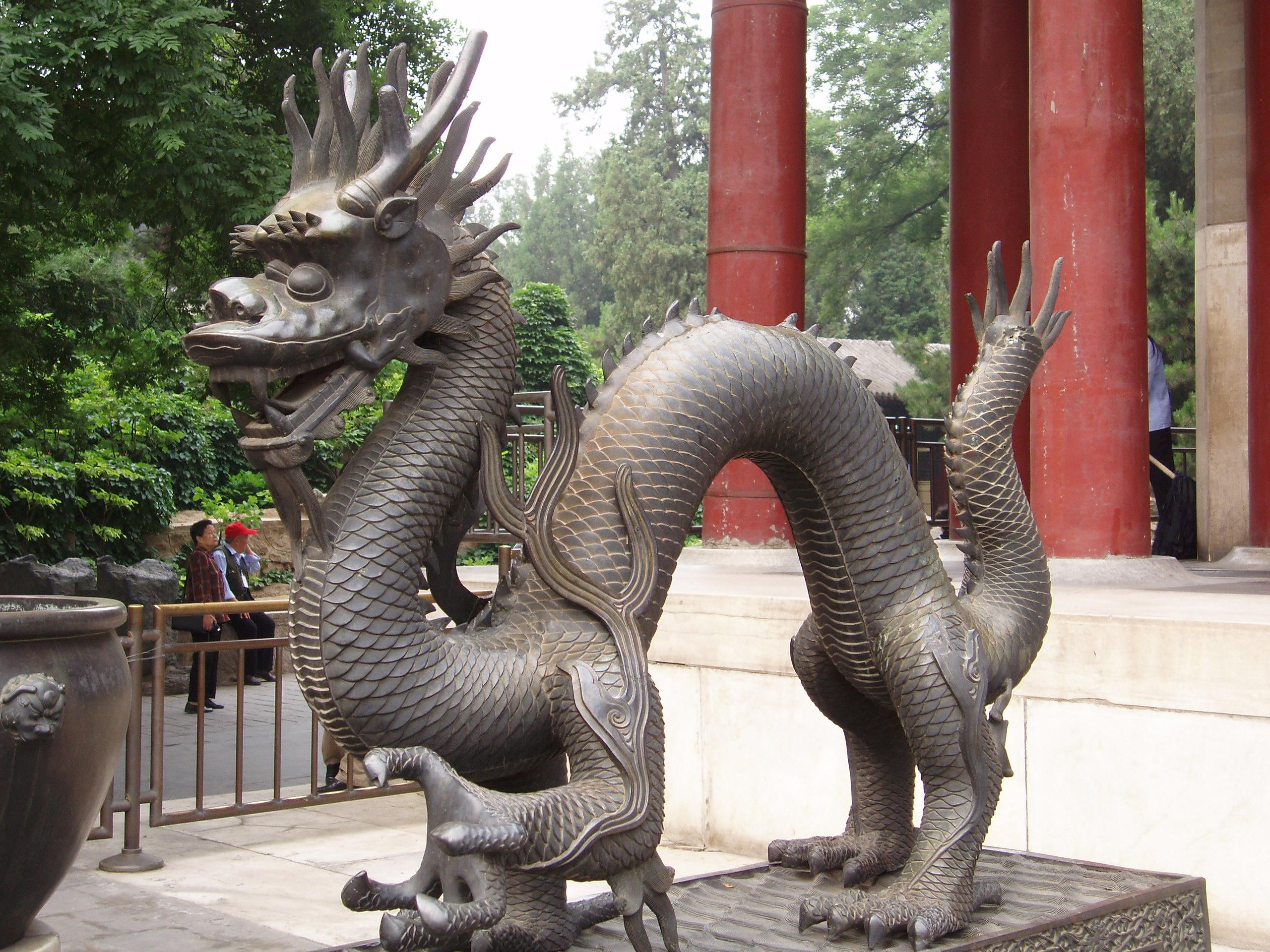
Representació del drac al pati de la benevolència i la longevitat
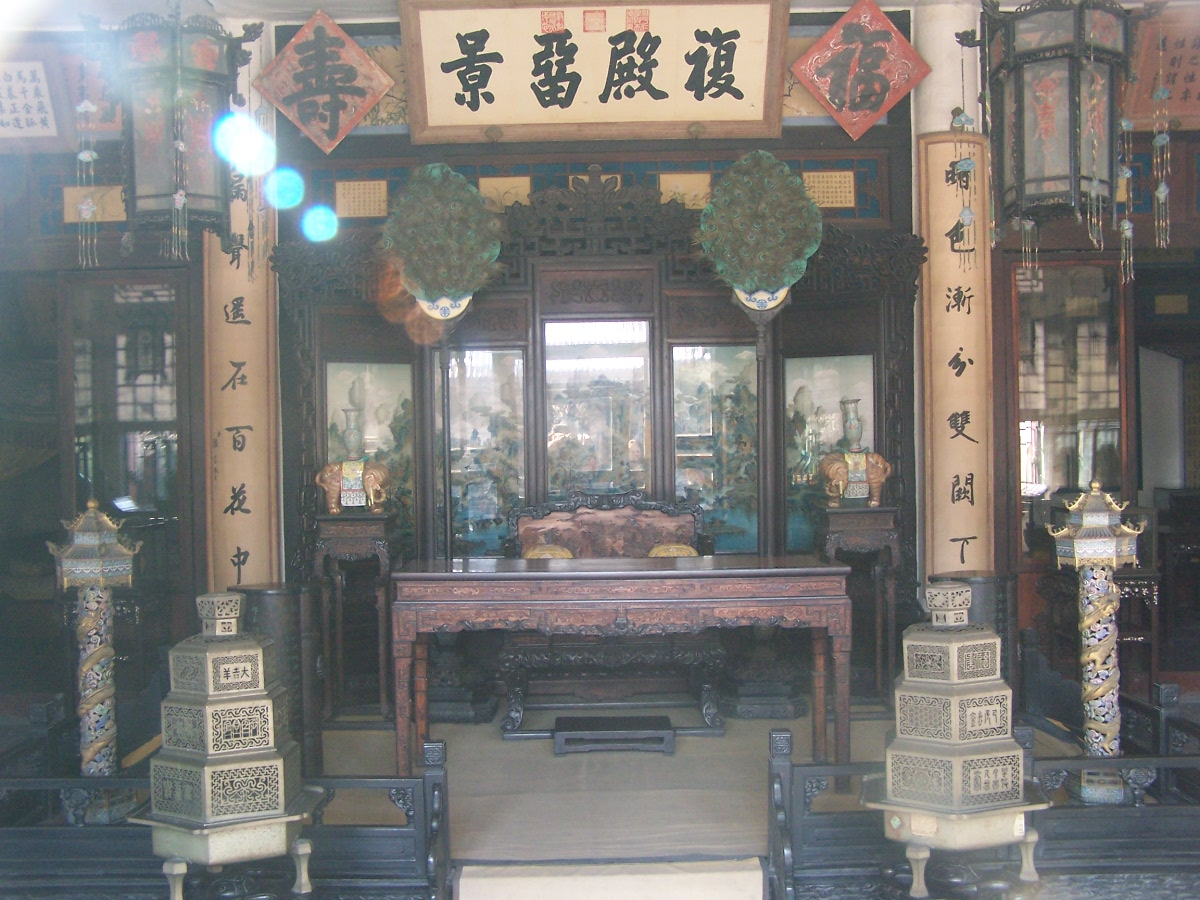
Interior del Saló de les ones de jade al Palau d'Estiu
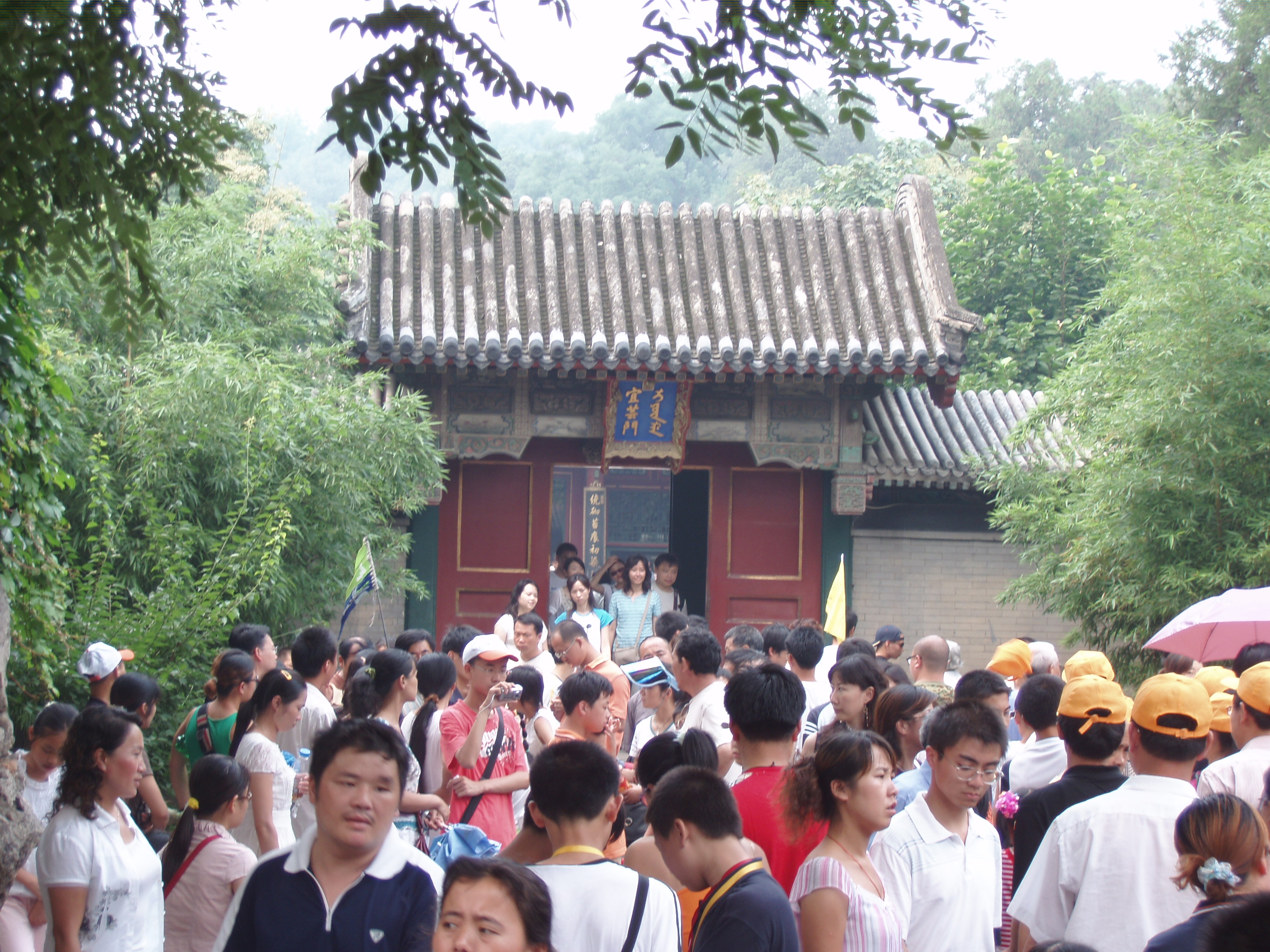
Porta del Saló Yiyun al Palau d'Estiu
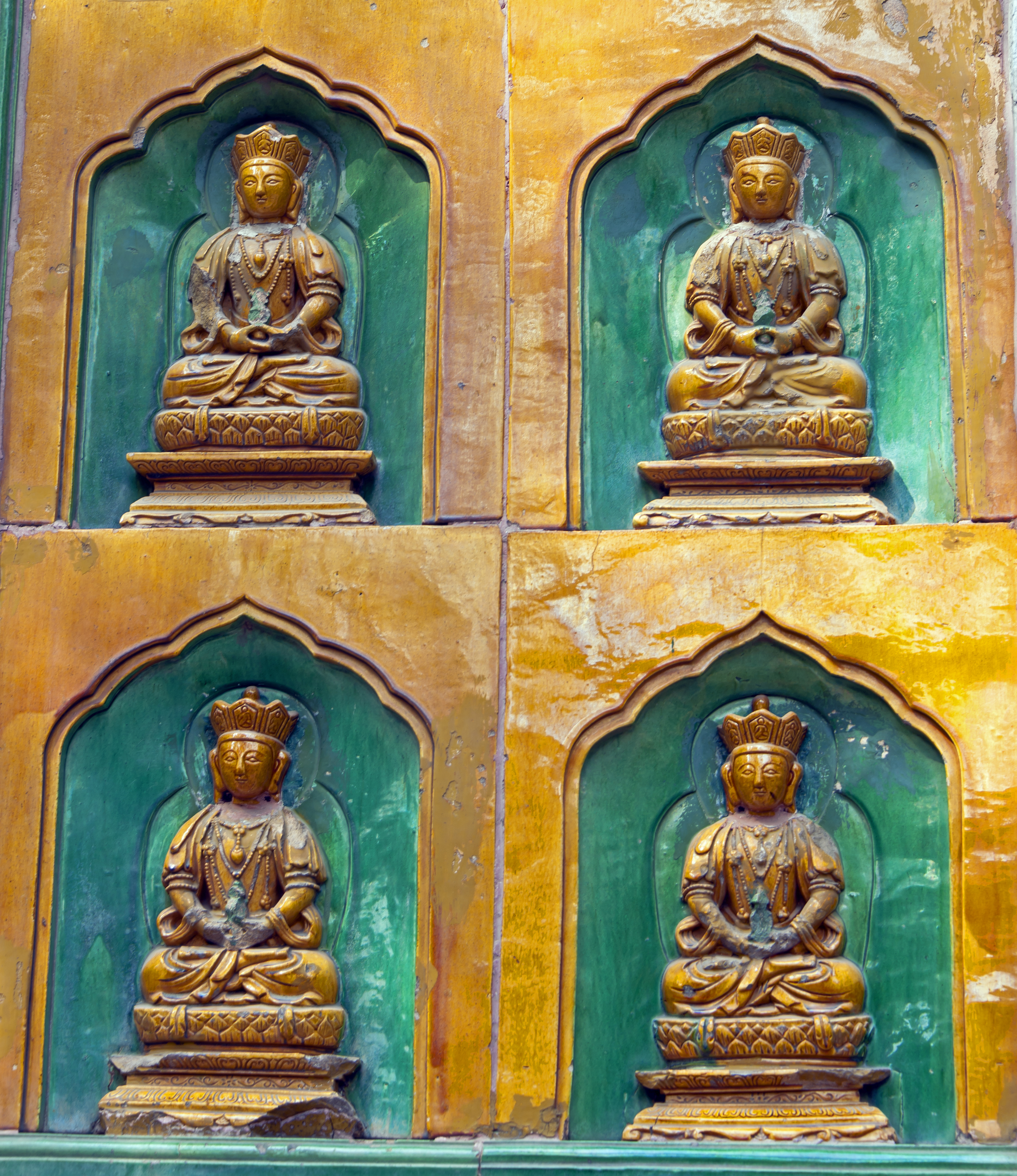
Escultures de Budha a la façana del Saló del Mar de Saviesa